# Principat d'Auguste
27 av. J.-C. – 14 ap. J.-C.
Entités précédentes :
- République romaine

Entités suivantes :
- Principat de Tibère

Le principat d'Auguste ou principat augustéen est la forme de gouvernement instaurée par Auguste entre 31 et 27 av. J.-C. et qu'il fait évoluer jusqu'à sa mort en 14 ap. J.-C. Il fait suite à une longue période de guerres civiles et marque la fin de la République romaine et le début de l'Empire romain.
Une nouvelle période de l'histoire romaine s'ouvre à l'issue de la campagne d'Égypte et la mort de Marc Antoine et Cléopâtre en raison de suicide. En effet, l'équilibre politique est de nouveau bouleversé par la disparition du maître de l'Orient. Auguste demeure seul maître de Rome et s'attèle à la réorganisation d'un Empire laissé exsangue après plusieurs décennies de guerres civiles. Les pouvoirs considérables qu'il accumule lui permettent d'établir un contrôle toujours plus strict sur la gestion et l'administration de l'Empire.
Les évènements passés et l'évolution des institutions depuis un siècle rendent impossible un véritable rétablissement des institutions républicaines. Il revient à Auguste de réformer ce système en profondeur pour que la république vieillissante gagne son statut d'empire. Fort de l'expérience de ses prédécesseurs Sylla, Pompée et Jules César qui s'en étaient déjà rendu compte mais avaient agi trop prématurément ou trop précipitamment, Auguste évite de créer de nouveaux conflits avec le peuple et le Sénat. Il impose un régime hybride, une monarchie qui ne dit pas son nom, veillant à ce que les changements induits progressivement paraissent naturels, se mêlant aux souvenirs diffus d'un régime républicain traditionnel. Auguste se présente habilement comme un restaurateur de la République quand bien même toutes les institutions républicaines passent dans les faits sous la tutelle du prince,.

## Instauration et évolution du principat

### De 32 à 27 av. J.-C.: vers le pouvoir suprême
Avant le tournant de 27 av. J.-C., les pouvoirs d'Octavien reposent sur son statut de triumvir reçu en 43 av. J.-C. pour cinq ans puis renouvelé en 37 av. J.-C. Il conserve ses pouvoirs malgré la disparition des deux autres triumvirs, Lépide et Marc Antoine. Aux pouvoirs triumviraux, il faut ajouter une partie des pouvoirs des tribuns de la plèbe, leur inviolabilité et leur ius auxilii (droit d'assistance à la plèbe face aux magistrats), qu'Octavien reçoit en 36 et qui lui sont confirmés en 30 av. J.-C..
Depuis 32 av. J.-C., Octavien a abandonné le titre de triumvir et évite dorénavant d'accepter les fonctions permanentes et les titres extraordinaires. Peut-être se souvient-il que Jules César n'a survécu que quelques semaines à son nouveau titre de dictator perpetuo. À partir de 31 av. J.-C., Octavien exerce la fonction de consul pendant cinq années consécutives, ajoutant à ses pouvoirs déjà considérables les pouvoirs normaux du consul. L'armée le considère comme légitime et des lieutenants loyaux comme Agrippa et Mécène jouent le rôle de sentinelles à Rome et en Italie en son absence alors même qu'ils ne gèrent aucune magistrature. La nature juridique de leur pouvoir est floue, ce qui ne les empêchent pas de se montrer efficaces en accomplissant de nombreuses missions pour le compte d'Octavien. Mécène, chevalier qui n'a pas suivi le cursus honorum, met à disposition son réseau pour recueillir des informations et éventer les intrigues comme celle de Lépide le Jeune tandis qu'Agrippa, qui bénéficie d'une plus grande autorité sur l'armée, gère le mécontentement des vétérans en Italie. En 30 av. J.-C., Octavien reçoit le pouvoir de réformer les jugements portés en appel devant lui et la lex Saenia votée en fin d'année lui donne le droit de nommer des patriciens, loi dont il se servira pour élever Agrippa au rang de patricien.
Au début de 29 av. J.-C., il est nommé au consulat pour la cinquième fois avec Sextus Apuleius pour collègue. Le 1er janvier, le Sénat confirme toutes ses prises de décisions antérieures, lui évitant d'avoir à les défendre une à une à son retour à Rome. Le 11 janvier, les portes du temple de Janus sont refermées, mettant un terme symbolique à la guerre civile et associant Octavien à la paix nouvelle, bien que celle-ci ne soit pas encore établie sur les territoires frontaliers où une forte présence militaire reste nécessaire.
Les sénateurs et le peuple romain multiplient dès lors les plus prestigieux honneurs pour celui qui se pose comme le principal artisan du retour de la paix. Ces honneurs se traduisent par des constructions de monuments, des distinctions dans la façon de se vêtir ou pour compléter son nom, des célébrations diverses et l'octroi de privilèges. Il obtient par exemple la permission de porter la couronne du triomphe lors de n'importe quelle fête religieuse et le titre d'imperator, qu'il a déjà utilisé sur des monnaies à l'époque du triumvirat, lui est dorénavant accordé de droit à partir du 16 avril. Octavien célèbre en août 29 av. J.-C. un triple triomphe sur trois jours consécutifs les 13, 14 et 15 août, marquant l'apogée de sa carrière militaire. Dans le cortège triomphal, les sénateurs suivent Octavien triomphateur au lieu de le précéder comme le veut l'usage.
En 28 av. J.-C., Octavien et Agrippa sont nommés consuls, partageant des pouvoirs identiques, et demeurent en Italie durant tout leur mandat, ce qui n'a plus été le cas pour les consuls depuis plusieurs années. Le choix d'Agrippa comme collègue permet à Octavien de respecter le principe de la collégialité tout en écartant le risque que son collègue puisse s'opposer à lui ou lui faire de l'ombre. Ils s'attèlent au démantèlement définitif du triumvirat, annulant toutes les actions des triumvirs, et à la mise en place à Rome et dans les provinces d'un gouvernement effectif. Octavien souhaite ainsi montrer qu'il est soucieux de restaurer les traditions et l'ordre social. Octavien et Agrippa se voient confiés les pouvoirs des censeurs (censoria potestas) sans occuper officiellement la censure, ce qui leur permet d'amorcer une épuration du Sénat et s'assurer de son soutien. Octavien devient princeps senatus, pouvant prendre la parole en premier lors des réunions du Sénat.

De fidèles lieutenants
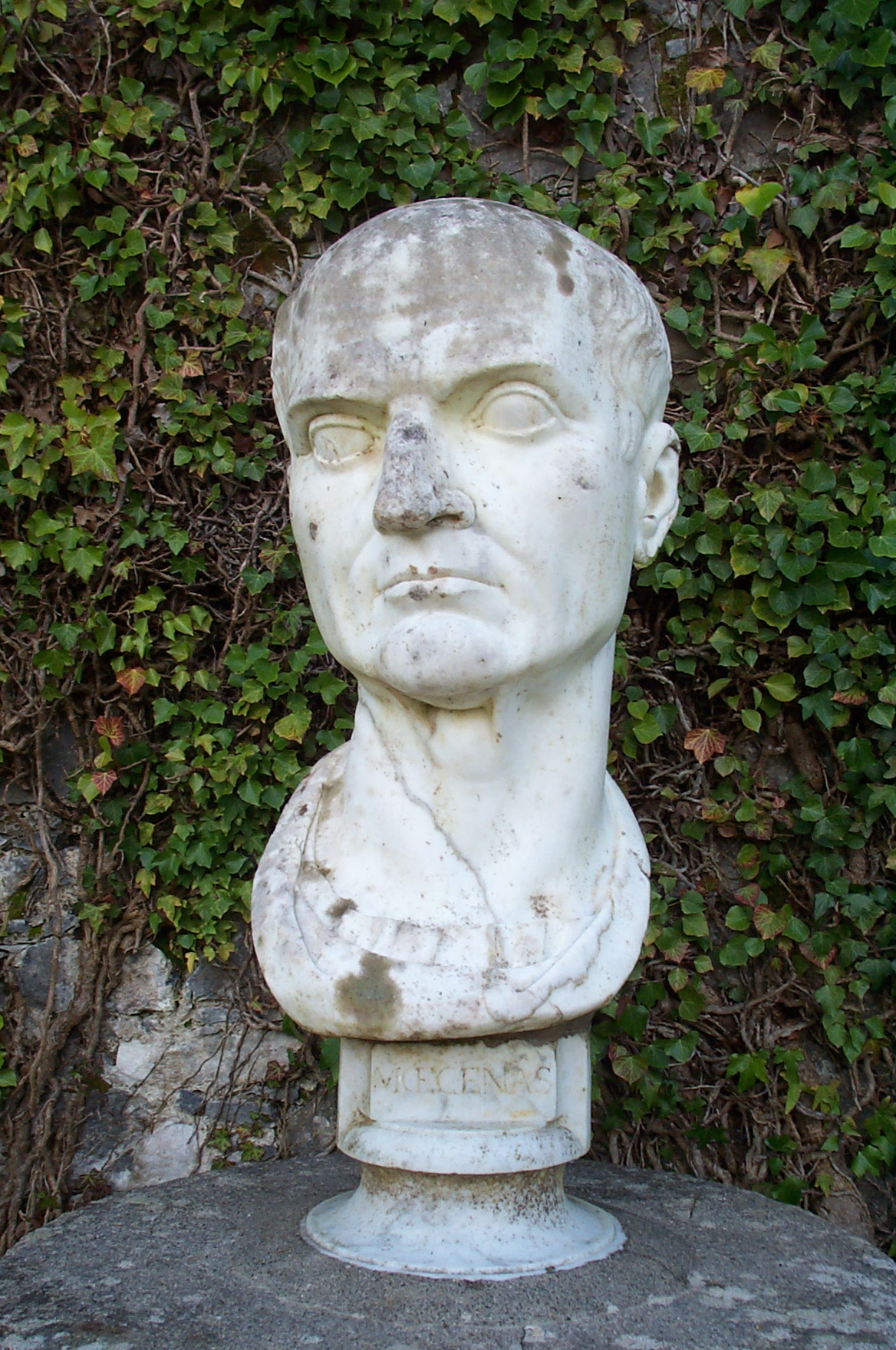
Mécène.
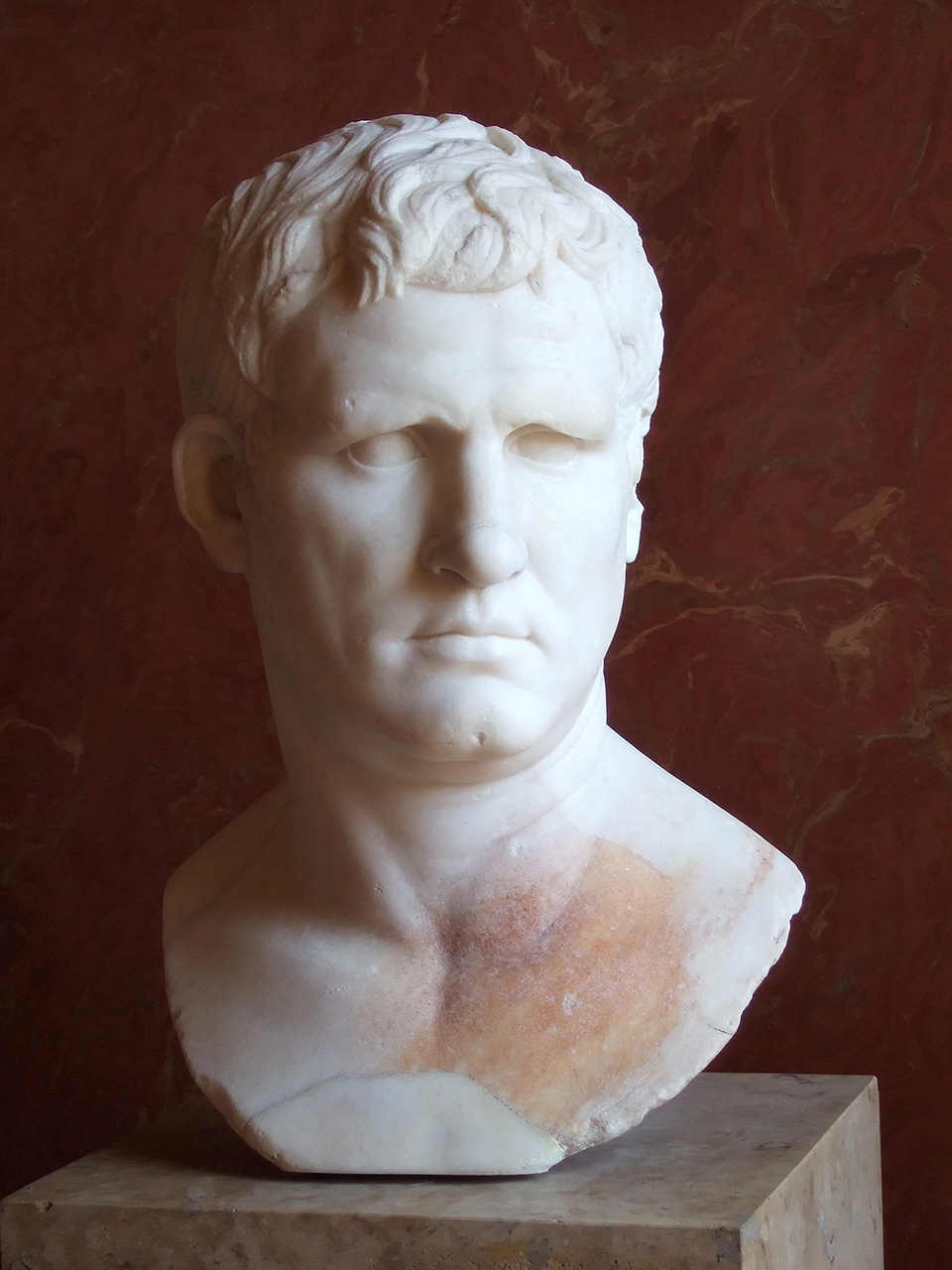
Agrippa.
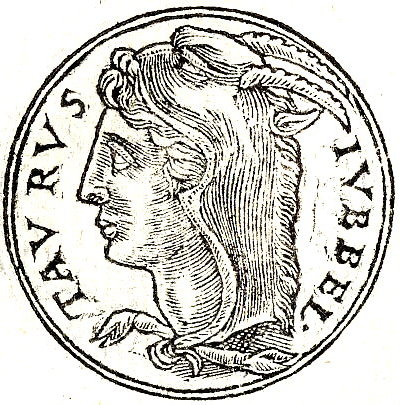
Taurus.

### 27 av. J.-C.: Auguste pose les bases du principat

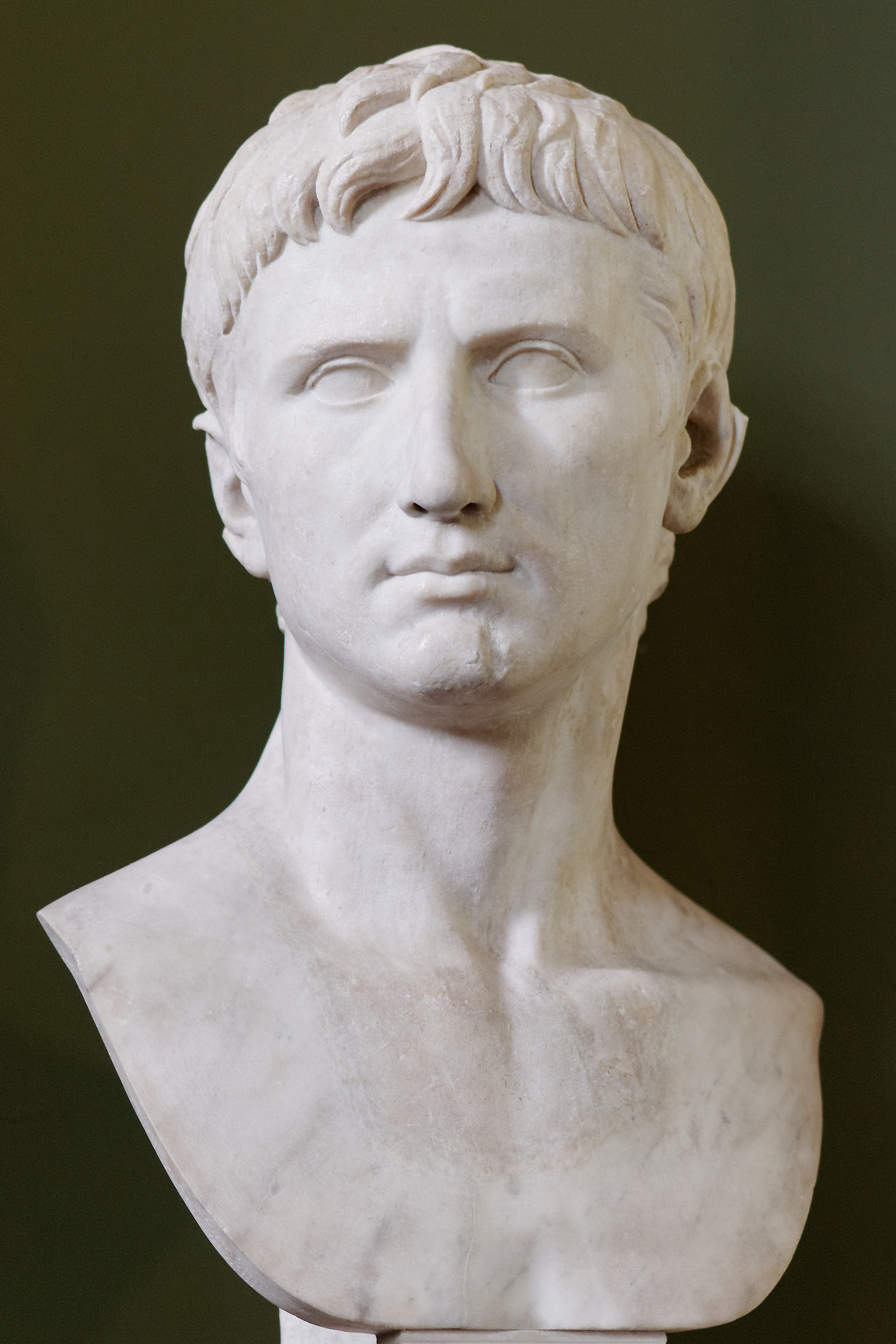
Buste d'Auguste du type de Prima Porta, représentation typique à l'époque de son accession au pouvoir, en 27 av. J.-C.

#### Une abdication apparente
Le 13 janvier 27 av. J.-C., au début de son septième consulat, Octavien prend la parole lors d'une séance au Sénat pour annoncer son intention d'abdiquer de tous les pouvoirs accumulés depuis la fondation du second triumvirat, considérant qu'il a mené à bien sa mission de restauration de l'ordre républicain. Néanmoins, le Sénat, épuré l'année passée et majoritairement favorable à Octavien, ne reprend pas possession de toutes ses prérogatives et décide sur sénatus-consulte de prolonger les pouvoirs d'Octavien. À partir de ce moment, une sorte de partage des pouvoirs s'établit entre Octavien et le Sénat.

#### De nouveaux titres
Le 16 ou 17 janvier 27 av. J.-C., le Sénat lui donne les titres inédits d'Augustus et de Princeps,, lui conférant ainsi une autorité morale incontestable. Le titre Augustus, qui dérive de l'infinitif augere (« accroître »), peut être traduit littéralement par « le plus illustre » ou « le vénérable ». Il s'agit d'un titre qui confère une autorité davantage religieuse que politique. Ce changement de nom permet de marquer la différence entre la période de terreur et de guerre civile et la nouvelle ère de paix instaurée pour l'Empire.
En ce qui concerne le titre de princeps, il dérive de l'expression latine primum caput qui signifie littéralement « la première tête ». Ce terme sert à l'origine à désigner le plus ancien ou le plus distingué des sénateurs et dont le nom est cité en premier à la tribune. Sous la République, princeps est devenu un titre honorifique donné à ceux qui ont bien servi l’État. Pompée, par exemple, a porté ce titre. Dans le cas d'Auguste, le fait que le Sénat lui décerne le titre de princeps, alors qu'il est déjà dans une position dominante avec de nombreux pouvoirs, donne à ce titre une signification quasi royale. En effet, pour les auteurs antiques, le titre de princeps va de concert avec la remise du pouvoir sur l'ensemble de l'État romain. Selon leur point de vue, Auguste est devenu par ses actes le premier des citoyens romains (primus inter pares), celui à qui incombe naturellement la responsabilité des affaires publiques. C'est de ce titre que dérive le terme principat qui va dorénavant servir pour qualifier la nouvelle forme de régime.
Dans la titulature d'Auguste apparaît le terme imperator, qui lui permet d'inscrire son action de façon permanente dans la tradition républicaine célébrant la victoire. Auguste obtient le droit d'utiliser la couronne civique en chêne (corona civica) comme ornement au-dessus de la porte de sa maison et les lauriers comme symbole,. La couronne est traditionnellement portée par un général romain lors d'un triomphe, maintenue au-dessus de la tête par un serviteur, permettant de rappeler au triomphateur que malgré ses exploits, il reste un mortel (memento mori). L'appropriation de ces deux symboles confère au principat une légitimité religieuse. En revanche, Auguste renonce à utiliser les autres insignes du pouvoir que portait Jules César comme le sceptre, le diadème ou la toge pourpre. Malgré tout, le Sénat fait placer dans la Curie un bouclier doré portant la mention virtus, pietas, clementia, iustitia, c'est-à-dire qu'il associe la personne du prince aux valeurs essentielles des Romains : la vertu, la piété, la clémence et le sens de la justice,.
Enfin, Auguste se qualifie lui-même comme Caesar divi filius. Avec ce titre, il insiste sur les liens familiaux qui l'unissent au dictateur déifié Jules César. Le mot Caesar qui a été jusqu'à présent utilisé comme cognomen par les membres de la gens Iulia change de nature et devient un nom dynastique utilisé par la nouvelle famille que fonde Auguste.

#### Les pouvoirs du prince
La stratégie de restauration politique, religieuse et sociale entreprise durant les cinquième et sixième consulats d'Auguste constitue un préliminaire à l'instauration du véritable principat. Le 27 janvier 27 av. J.-C., les pouvoirs traditionnels du Sénat lui sont officiellement restitués, Auguste semble relâcher son contrôle sur les provinces et l'armée,. Ce retour apparent à l'ordre républicain (res publica restituta) est en fait calculée car dans les faits, le Sénat ne dispose que d'un pouvoir limité. Auguste sait qu'il est indispensable à la bonne marche de l'empire et qu'il bénéficie d'une solide popularité auprès du peuple. Dans un premier temps, il se contente d'initier de nouvelles législations en soumettant des projets de lois au débat. La somme des pouvoirs d'Auguste provient avant tout des pouvoirs de toutes les fonctions républicaines qu'il assume et qui lui ont été confiées progressivement par le Sénat et par le peuple,.

#### Le contrôle de l'armée et des provinces
Bien qu'Auguste n'ait plus en apparence un contrôle direct sur les provinces et l'armée, il bénéficie toujours de la loyauté des soldats en service ainsi que des vétérans. Son pouvoir repose donc pour une bonne part sur cette autorité militaire qui lui permet d'appuyer ses décisions étant donné sa capacité à recourir à la force armée. Cette capacité n'est pas mise en avant afin de ne pas passer pour un tyran. Ce contrôle indirect est validé officiellement par le Sénat lorsqu'il laisse à Auguste la gestion des provinces qui nécessitent d'être pacifiées. Auguste peut, en toute légitimité, accepter ce compromis, sans qu'il puisse être accusé de viser la dictature. Il accepte d'assumer cette responsabilité pour une durée de dix ans,. Les provinces concernées sont celles où stationnent la majorité des légions romaines, renforçant encore le pouvoir militaire d'Auguste,.
Le Sénat conserve le contrôle de régions stratégiquement importantes, comme l'Afrique du Nord qui approvisionne Rome en blé, ou la Macédoine et l'Illyrie où stationnent plusieurs légions. Mais au total, le Sénat a sous ses ordres cinq à six légions, contre plus d'une vingtaine pour Auguste. Donc même si Auguste ne dispose pas d'un monopole sur les décisions politiques et militaires, qu'il partage avec les gouverneurs nommés par le Sénat, il demeure la figure politique la plus puissante du monde romain,.

#### Les ressources financières d'Auguste
Le reste de ses pouvoirs repose sur son immense fortune et sur une clientèle très nombreuse qu'il a réussi à réunir à travers tout l'Empire. La carrière de nombreux clients dépend de son patronage étant donné qu'il dispose d'un pouvoir financier inégalé dans la République romaine. Tous ses pouvoirs réunis forment la base de son auctoritas, qu'il assume pleinement comme la base de son action politique.

### De 26 à 23 av. J.-C.: la difficile fondation et mise en place du Principat
Auguste continue d'occuper le consulat sans interruption jusqu'en 23 av. J.-C., partageant la plupart du temps ses responsabilités avec des amis fidèles et loyaux comme Agrippa.

### 23 av J.-C.: l'obtention de la puissance tribunitienne
Auguste finit par abdiquer en 23 av. J.-C. libérant la fonction de consul. Il est dorénavant en mesure d'assurer sa position sans occuper le consulat, grâce à son imperium consulaire et proconsulaire et à une puissance tribunitienne complète et non plus limitée comme c'était le cas auparavant. La puissance tribunitienne lui appartient à vie mais est renouvelée tous les ans. Elle lui donne entre autres le droit de convoquer les comices et de leur proposer des lois.

### 22 av. J.-C.: les premières oppositions au régime
Malgré tous les pouvoirs concédés par le Sénat et le peuple romain, les manœuvres politiques d'Auguste pour instaurer une nouvelle forme de régime sont loin de faire l'unanumité. Certains sénateurs ne sont pas dupes mais ne pouvant se permettre une opposition frontale, ils profitent d'affaires judiciaires pour manifester leurs désaccords.

#### Procès de Marcus Primus
Au début de l'année 22 av. J.-C., un procès est intenté à Marcus Primus, gouverneur de la Macédoine, pour s'être engagé sans l'aval du Sénat dans une guerre contre le royaume des Odryses en Thrace, alors que son roi est un allié de Rome. Marcus Primus est défendu par Lucius Licinius Varro Murena qui va profiter de ce procès pour s'attaquer à Auguste. En effet, Murena affirme devant le tribunal que son client a reçu des instructions précises émanant d'Auguste lui ordonnant d'attaquer le royaume client des Odryses,.
Avant 23 av. J.-C. et l'obtention de nouveaux pouvoirs, si Auguste s'était permis de donner des ordres à un gouverneur d'une province sénatoriale sans en référer au Sénat, cela constituerait une grave atteinte au respect des prérogatives sénatoriales. Si c'était avéré, il serait permis de douter de la bonne volonté d'Auguste quand il affirme vouloir restaurer la République. Et même si Marcus Primus se rétracte finalement et déclare que les ordres provenaient de Marcellus, récemment décédé, l'accusation portée à l'encontre d'Auguste paraît suffisamment sérieuse à ce dernier pour le décider à témoigner devant le tribunal. D'autant plus que l'implication de Marcellus pourrait aggraver les choses en prouvant qu'Auguste a mis en place un véritable régime monarchique et dynastique, déléguant des taches aussi importantes à son héritier. Auguste se présente donc devant le tribunal, en qualité de témoin, et réfute toutes les accusations portées à son encontre. Murena poursuit pourtant son attaque et demande alors à Auguste de s'expliquer sur son intervention durant le procès sans y avoir été invité, l'accusant d'user de son auctoritas. Si Auguste se défend en invoquant l'intérêt public, l'attaque de Murena porte toutefois ses fruits et plusieurs jurés votent l'acquittement de Marcus Primus, pourtant reconnu coupable, mettant ainsi en doute la parole d'Auguste,.

#### Conjuration de Fannius Caepio
Le premier camouflet subi lors du procès de Marcus Primus, certes aux conséquences limitées pour Auguste, est un signe qu'une opposition sérieuse au nouveau régime pourrait voir le jour. Peu après, le 1er septembre 22 av. J.-C., un certain Castricius fournit des informations à Auguste au sujet d'une conspiration menée par Fannius Caepio et dirigée contre lui. Murena est cité parmi les complices de Caepio. Les conspirateurs sont jugés coupables en leur absence, étant parvenus à prendre la fuite, mais le verdict, donné durant un procès où Tibère a pris le rôle d'accusateur, n'a pas été voté à l'unanimité,.
Condamnés à mort, tous les accusés sont exécutés au fur et à mesure de leur capture, sans que leur soit laissée l'opportunité de préparer leur défense. Auguste veille toutefois à ce que les apparences républicaines soient préservées dans cette affaire et une partie des évènements est passée sous silence. Ces deux procès politiques rapprochés dans le temps mettent à mal l'autorité d'Auguste et montrent que sa volonté affichée de restaurer la République n'a pas suffi à convaincre des sénateurs hostiles à l'accumulation de ses pouvoirs.

## Politique sociale

### Recensement de la population
En 28 av. J.-C., Auguste et Agrippa, tous deux consuls pour cette année, cumulent les pouvoirs censoriaux. Ils entament les procédures pour mener à bien un nouveau census, ce qui n'a pas été fait depuis plus de quarante ans étant donné que les censeurs élus tous les cinq ans depuis 71 av. J.-C. n'ont jamais pu mener cette tâche à bien. À l'issue du census, ce sont 4 063 000 citoyens qui sont enregistrés, ainsi que leurs biens et propriétés, soit un nombre quatre fois supérieur au dernier recensement. Dans un même temps, Auguste redéfinit les deux ordres majeurs de la fin de la République que sont l'ordre sénatorial et l'ordre équestre et qui fournissent le personnel administratif nécessaire à la gestion de Rome et des provinces de l'Empire.

#### L'ordre sénatorial
Auguste annonce qu'il souhaite restaurer le prestige du Sénat et procède à une épuration en deux temps. Dans un premier temps, à l'occasion du census de 28 av. J.-C., environ 50 sénateurs renoncent volontairement, et 150 autres sont écartés par les consuls sur les 600 que compte alors le Sénat. Ils retournent tous aux affaires privées mais conservent certains privilèges comme le droit de revêtir la toge sénatoriale ou d'occuper les places réservées aux sénateurs lors des jeux. Dans un deuxième temps, Auguste procède en 18 av. J.-C. à une nouvelle lectio senatus grâce aux pouvoirs tribunitiens qui lui ont été conférés. Le Sénat est dissout puis reconstitué pour parvenir de nouveau à un nombre de 600 nouveaux sénateurs.
Entre 18 et 13 av. J.-C., Auguste entreprend de redéfinir de façon plus stricte les critères d'appartenance à l'ordre sénatorial. Il fixe ainsi un cens minimum qui s'élève d'abord à 800 000 puis à un million de sesterces. Cette somme considérable ne pouvant pas être réunie par tous les sénateurs, Auguste prélève les subsides nécessaires sur ses propres deniers pour compléter la fortune de certains sénateurs. Tous les sénateurs dont le cens est suffisant sont alors inscrits sur un registre, l'album sénatorial. Cette inscription permet ensuite aux sénateurs d'accéder aux magistratures traditionnelles pour progresser dans le cursus honorum comme sous la République, à ceci près que les candidats aux élections doivent obtenir plus ou moins directement l'aval de l'empereur.

#### L'ordre équestre
Le fait de fixer plus précisément les critères d'appartenance à l'ordre sénatorial entraine la création d'un deuxième ordre, les chevaliers romains. Auguste établit également des critères stricts de fortune et fixe un cens minimum à 400 000 sesterces. Comme les sénateurs, les chevaliers sont inscrits sur une liste mais leur nombre n'est pas limité.
Les chevaliers qui souhaitent remplir une fonction officielle sont d'abord chargés de la gestion des patrimoines de l'empereur et de l’État avec le titre de procurateurs. Puis les missions confiées aux chevaliers deviennent de plus en plus importantes, du gouvernement de provinces aux hautes fonctions financières et administratives à Rome. Auguste nomme des chevaliers comme préfet du prétoire, préfet des vigiles ou préfet de l'annone. Peu à peu, à l'image du cursus honorum des sénateurs, se dessine une « carrière équestre ».

### Législation d'ordre social

#### Obtention de la citoyenneté
Auguste permet dans un premier temps à l'élite provinciale d'obtenir la citoyenneté romaine ce qui a pour conséquence d'augmenter grandement le nombre de citoyens romains dans tout l'Empire qui passe d'un peu plus de quatre millions en 28 av. J.-C. à près de cinq millions en 8 av. J.-C. Dans un deuxième temps, Auguste rend l'obtention de la citoyenneté plus difficile et se permet de choisir avec prudence les nouveaux citoyens.

#### Limite des affranchissements
Auguste fait voter deux lois relatives au processus d'affranchissement par les assemblées populaires, la lex Fufia Caninia et la lex Aelia Sentia, respectivement en 2 av. J.-C. et en 6 ap. J.-C. Ces deux lois sont destinées à limiter le nombre d'affranchissements afin de limiter le nombre d'individus pouvant prétendre à la citoyenneté, les enfants d'affranchis par des citoyens romains pouvant eux-mêmes devenir des citoyens,.
La première loi établit un ratio d'esclaves pouvant être affranchis en fonction du nombre d'esclaves que le maître possède et la deuxième loi établit des critères stricts sur l'âge du maître et de l'esclave pour que l'affranchissement puisse être considéré comme valide.

#### Lois à portée nataliste
Rendu inquiet par la dépopulation grandissante des couches sociales élevées, Auguste légifère afin d'encourager les mariages dans la haute société en faisant voter la lex Iulia de maritandis ordinibus et la lex Iulia de adulteriis entre 18 et 17 av. J.-C. puis la lex Papia Poppaea en 9 ap. J.-C. Ces lois prévoient de nombreux avantages facilitant l'évolution des carrières des sénateurs qui ont des enfants et imposent de nouvelles charges à ceux qui demeurent célibataires. Elles s'attaquent également à l'adultère et au divorce, Auguste se posant en restaurateur des traditions et des mœurs du passé.

### La justice
Les juridictions républicaines traditionnelles, c'est-à-dire les assemblées législatives, les magistratures, le Sénat et les tribunaux, sont remaniées. Les tribunaux civils et criminels sont réorganisés. Une juridiction impériale est créée, qui se manifeste sous trois formes : l’évocation à l’empereur, l’appel et la délégation de la juridiction aux fonctionnaires. En première instance, par la Cognitio Caesaris, l’empereur, partout et toujours, au civil comme au criminel, peut évoquer une affaire à son tribunal. L’appel à l’empereur est généralisé dans tout le monde romain. Juge suprême de l’Empire, l’empereur délègue ses pouvoirs judiciaires à ses fonctionnaires, tant permanents (préfets tels que le préfet des vigiles, les commissions exécutives à Rome et en Italie et les légats et gouverneurs dans les provinces impériales), qu’extraordinaires (commissaires spéciaux).
La réorganisation judiciaire se complète, notamment à Rome, par la création d’un service de police. En 28 av. J.-C., Auguste nomme un des préteurs en tant que praetor urbanus, qui endosse des responsabilités spécifiques dans la ville de Rome, parmi lesquelles la supervision des principaux tribunaux. Il semble que cette fonction n'a pas été occupée depuis plusieurs années, peut-être depuis l'instauration du second triumvirat et le recours à des tribunaux spéciaux permettant l'élimination rapide des opposants politiques.
À la suite de la conjuration de Caepio, Auguste supprime le vote secret des jurés et impose d'obtenir l'unanimité avant de prononcer une peine capitale. Ainsi, il devient plus dangereux de manifester son opposition à la sentence prononcée durant un procès, accroissant le contrôle de l'empereur sur le fonctionnement des tribunaux.

## Politique administrative
Auguste ne dispose pas d'une administration centrale à proprement parler mais peut se reposer sur un conseil sénatorial et un conseil personnel pour l'aider à gérer les affaires de l'Empire. Le conseil sénatorial diffère du Sénat et a même pu s'y substituer. Il comprend dans un premier temps les consuls en exercice, un préteur, un édile, un tribun de la plèbe et quinze sénateurs n'occupant pas de magistrature. Il évolue par la suite et en 13 apr. J.-C., il se compose des deux consuls en exercice, les deux consuls désignés pour l'année suivante et vingt sénateurs. Le conseil personnel sur lequel s'appuie également Auguste n'est pas défini clairement et n'est pas permanent. Il comprend les proches du prince, amis fidèles et loyaux. L'administration centrale durant le principat est encore une administration privée, entre les mains des proches du prince, de ses esclaves et de ses affranchis. Elle n'a pas encore acquis la spécialisation qui caractérisera l'appareil bureaucratique impérial.

### Rome

#### Nouvelle division administrative

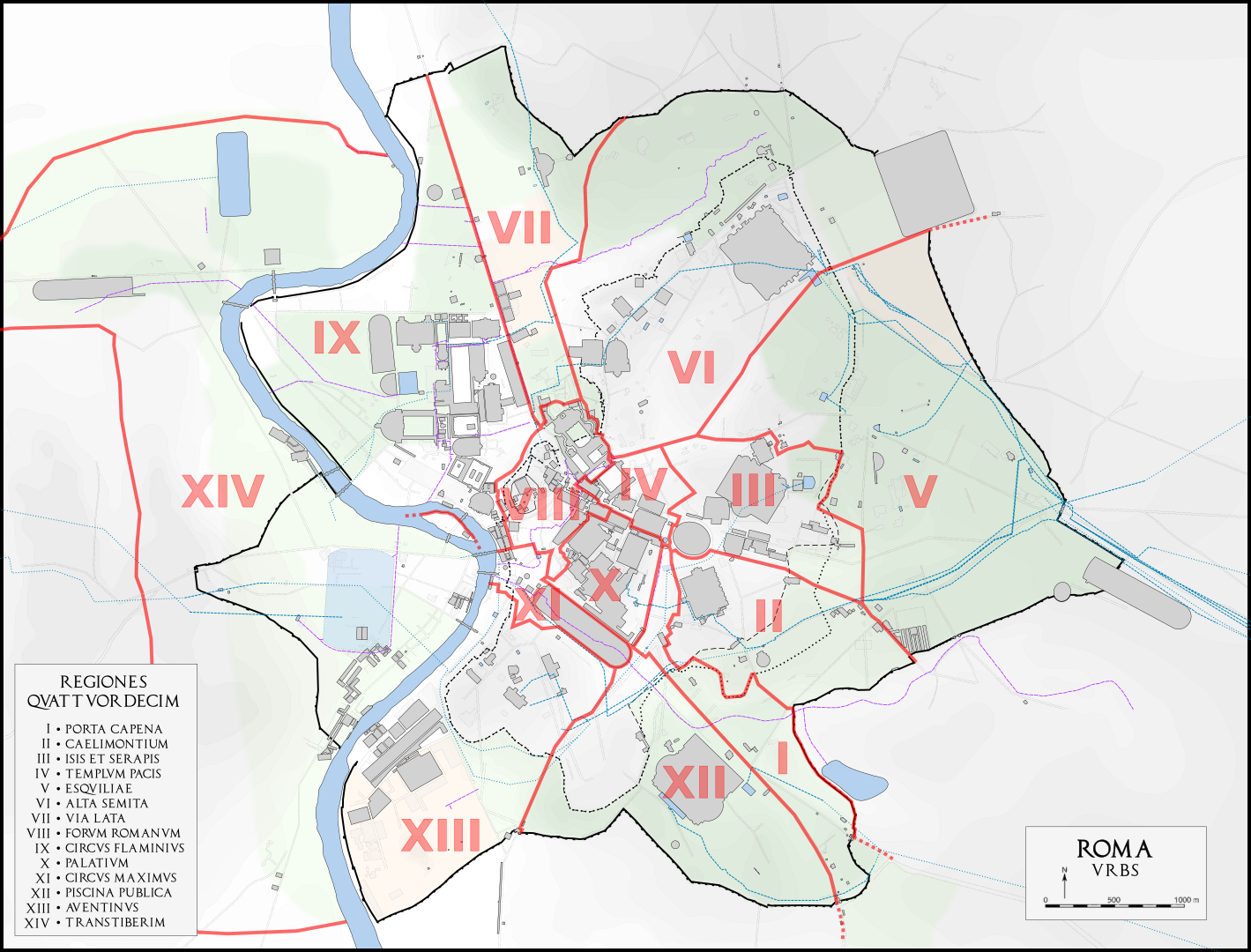
Délimitation et numérotation des quatorze régions augustéennes.

En 7 av. J.-C., Auguste entreprend une réforme de l'administration municipale de Rome. Une des mesures substitue à la division historique en quatre régions une nouvelle division de la ville en quatorze régions administratives, plus adaptée à une ville qui a fortement évolué démographiquement. Auguste souhaite donner de l'importance aux vici, structures déjà existantes mais administrativement sous-exploitées, et les répartit dans les nouvelles régions. La ville de Rome devient alors souvent désignée par l'Urbs XIV regionum ou l'Urbs sacra XIV regionum.
L'objectif d'Auguste ne se limite pas à une simple et nécessaire réorganisation administrative. La nouvelle répartition des vici, structures sur lesquelles ont pu s'appuyer les meneurs de séditions tel Clodius, permet à l'empereur d'établir une sorte de « contrôle social » sur la plèbe urbaine. En effet, les magistrats subalternes placés à leur tête, en théorie choisis par les habitants de chaque quartier, sont loyaux à l'empereur et responsables de la célébration de deux cultes attachés à la personne de l'empereur, ceux des Lares d'Auguste (Lares Augusti) et de son genius.

#### Création de la préfecture urbaine
Des préfets urbains (praefectus urbi) sont mentionnés durant la République, nommés pour défendre la ville en l'absence des consuls, mais cet usage demeure épisodique. Auguste, conscient de l'importance stratégique que revêt Rome, souhaite doter la ville d'une administration urbaine efficace. Il nomme d'abord Marcus Valerius Messalla Corvinus comme préfet de la Ville mais ce dernier démissionne au bout de quelques jours seulement, considérant ses fonctions comme inconstitutionnelles. Des nominations interviennent sporadiquement à partir de 13 av. J.-C. La fonction ne devient permanente qu'après la mort d'Auguste, sous le règne de Tibère.

#### Création de la préfecture des vigiles
Pour lutter plus efficacement contre le risque d'incendie et la délinquance nocturne, Auguste réforme le service de pompiers et de police nocturne en 22 av. J.-C. Il fait augmenter les effectifs qu'il place sous les ordres des édiles curules ou des magistrats de quartiers en cas de besoin. En 6 apr. J.-C., Auguste lève une taxe sur la vente d'esclave afin de financer une nouvelle augmentation des effectifs atteignant alors 7 000 hommes à la tête desquels il nomme un préfet des vigiles issu de l'ordre équestre. Bien qu'organisé selon un modèle militaire, Auguste donne au corps des vigiles une apparence civile pour ne pas grossir les rangs du nombre déjà important de soldats en garnison à Rome.

#### Création de la préfecture de l'Annone
À la fin de l'année 23 av. J.-C., Rome connaît d'importantes inondations qui détruisent une partie de l'approvisionnement en blé. La disette qui s'ensuit pousse le peuple à l'émeute. Sous la pression populaire, Auguste accepte de prendre en charge le ravitaillement de Rome. Il crée alors pour l'aider à mener à bien cette tâche toute une administration dont les prérogatives s'étendent hors de Rome, jusque dans les ports et dans les provinces ravitaillant Rome en grain. Il place cette administration sous la direction d'un préfet de rang équestre.

### L'Italie
Du fait que tous les habitants de la péninsule italienne, agrandie de la Gaule Cisalpine, sont citoyens romains, l'Italie ne peut être considérée et gouvernée comme une province. Pour autant, le territoire en question est trop vaste pour que sa gestion soit rattachée à celle de Rome. Les cités d'Italie jouissent d'une relative liberté dans le respect de leurs constitutions municipales mais leurs activités administratives sont placées sous le contrôle du Sénat. Toutefois, le rôle du prince dans les affaires italiennes devient peu à peu plus important avec l'apparition de commissions et de curateurs nommés par l'empereur qui accaparent progressivement des fonctions qui relevaient jusque-là de la compétence du Sénat. Comme pour Rome, Auguste procède à une nouvelle division administrative de l'Italie en onze régions désignées par un simple numéro mais cette division ne semble pas avoir eu d'autre but que de simplifier les opérations de recensement.

### Les provinces
La politique administrative romaine manque de continuité depuis quelques décennies, les nombreux changements de gouverneurs ne facilitant pas les choses, surtout qu'ils ont eu tendance à poursuivre leurs propres objectifs plutôt que d’œuvrer à long terme. Lors de l'instauration du principat, le monde sous domination romaine ressemble à une collection de territoires sans réelle unité, trop désorganisés pour que leur ensemble puisse être qualifié d'empire. Auguste entreprend un long et laborieux travail de réorganisation des provinces pour favoriser une meilleure unité et cohérence. Comme Jules César avant lui, il planifie ses réformes en considérant l'empire dans son ensemble, reconnaissant alors le besoin non pas seulement de conquérir et d'exploiter pour la gloire de Rome mais d'établir une administration solide et de travailler à une meilleure intégration. Les réseaux de transport et de communication vont jouer un rôle vital dans l'administration provinciale et vont permettre un développement global de l'empire et non plus sporadique et localisé. Cette réorganisation administrative s'appuie sur une réorganisation de l'armée, celle-ci étant absolument nécessaire pour pacifier les provinces nouvellement conquises et entreprendre de nouvelles conquêtes.

#### Nouvelle répartition des provinces

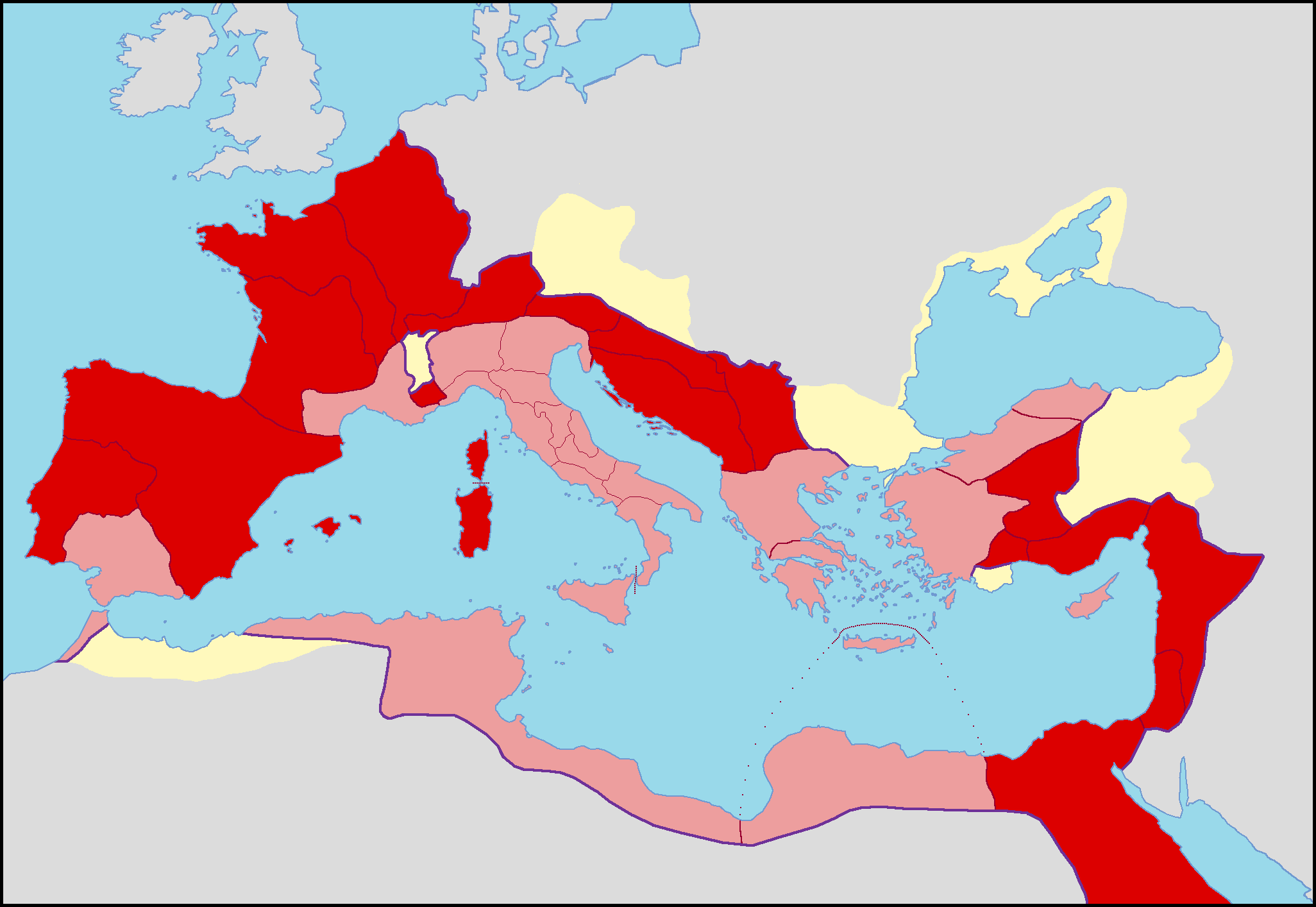
En rouge pâle, les provinces sénatoriales, et en rouge foncé, les provinces impériales en 14 ap. J.-C., à la mort d'Auguste. En jaune, les royaumes clients de l'Empire romain.

Le 15 ou 16 janvier 27 av. J.-C., sur un senatus consultum voté par les sénateurs, Auguste et le Sénat se répartissent le gouvernement des provinces. Il est désormais fait une distinction entre les provinces dites aujourd'hui « sénatoriales » ou « province du peuple romain » (provinciæ Senatus et populi) et celles dites « impériales » (provinciæ Cæsaris),. Les provinces peuvent changer d'attribution au fil du temps et de l'évolution de la situation locale, ainsi la province de Bétique, d'abord gérée par Auguste, devient une province sénatoriale entre 16 et 13 av. J.-C.
Les provinces sénatoriales correspondent aux provinces pacifiées. Elles sont gérées par des promagistrats tels que ceux qui étaient nommés durant la République. Néanmoins, Auguste ne laisse pas le Sénat gérer les provinces de manière indépendante et possède un droit de regard qui se traduit par une intervention administrative, financière et judiciaire, sous la forme de l'appel.
Les provinces impériales sont celles en voie de romanisation et où stationne le plus gros des forces armées,. Auguste prend en charge les provinces de Gaule, d'Hispanie et de Syrie, investi d'un imperium proconsulaire de dix ans qu'il conserve mais dans les limites du pomœrium et auquel est adjoint le commandement des troupes, ce qui le met de facto à la tête d'une vingtaine de légions. Auguste ne gouverne pas personnellement les provinces dont il a pris la tête et en délègue la gestion à des legati Augusti pro praetore, des hommes qu'il peut choisir lui-même sans qu'il soit nécessaire qu'ils aient atteint un rang supérieur à celui de préteur,.

#### Le cas particulier de l'Égypte
Parmi toutes les provinces de l'Empire, l'Égypte dispose d'un statut particulier. Annexé en 30 av. J.-C., le royaume lagide devient une province gérée par un chevalier romain nommé par Auguste et qui porte le titre de préfet. Cette disposition permet à Auguste d'éviter que cette province ne passe sous contrôle sénatorial ce qui pourrait permettre à un concurrent trop ambitieux de se servir de ses richesses pour s'emparer du pouvoir. La province d'Égypte devient en quelque sorte le domaine personnel de l'empereur, à tel point qu'aucun sénateur ne peut s'y rendre sans son autorisation.

## Politique financière et économique
Pour assurer le fonctionnement de son nouvel empire, Auguste doit veiller à la bonne gestion des finances pour assurer des revenus réguliers permettant de faire face aux lourdes dépenses que représentent le paiement régulier de la solde de l'armée et des salaires des fonctionnaires impériaux. Il procède à un redressement financier en aménageant les impôts existants et en améliorant l'administration fiscale. Une bureaucratie relativement complexe se développe en effet, avec la multiplication de procurateurs spécialisés et de fonctionnaires qui tendent à remplacer les anciens magistrats.

### Les trois caisses du trésor
Auguste dédouble la caisse financière centrale avec d'une part l'ærarium populi où entrent les revenus perçus à Rome, en Italie et dans les provinces sénatoriales, et d'autre part les fisci qui forment le trésor personnel de l'empereur (fiscus Caesarii) alimenté par les revenus des provinces impériales. La caisse de la fortune particulière de l'empereur reçoit également les revenus de l'Égypte et des autres domaines privés d'Auguste (patrimonium Caesaris). En 28 av. J.-C., Auguste restitue le contrôle du trésor d'État (ærarium populi) au Sénat par l'intermédiaire d'un collège de deux magistrats sélectionnés parmi les préteurs. De nombreuses dettes individuelles sont annulées sans que cela ne porte véritablement préjudice au trésor étant donné qu'on procède au transfert d'une partie des richesses prises en Égypte et dans les provinces orientales depuis la bataille d'Actium. Enfin, en parallèle de ses réformes faisant de l'armée romaine une armée permanente, Auguste fonde une troisième grande caisse, l'ærarium militare.

### Impôts, taxes et perception

#### Les impôts directs
Auguste poursuit l'œuvre de Jules César en matière de recensement et de cadastre, qui servent de base à la fixation de l'impôt. L'impôt direct est composé de l'impôt foncier (tributum) et de l'impôt mobilier (tributum capitis). L'impôt foncier concerne tous les territoires excepté l'Italie et les colonies bénéficiant du ius italicum. L'impôt mobilier repose quant à lui sur les propriétés mobilières ou, comme en Égypte, sur les personnes mêmes.

#### Les impôts indirects
Les impôts indirects (vectigalia) se composent jusqu'à présent des droits de douane (portorium), des taxes sur les affranchissements (vicesima libertatis) et de la taxe sur les ventes d'esclaves (vicesima quinta venalium manciporum). Devant la nécessité d'augmenter les recettes publiques, Auguste est amené à créer deux impôts indirects supplémentaires : l'impôt sur les héritages et les legs qui ne concerne que les citoyens (vicesima hereditatium) et la taxe sur les ventes aux enchères (centesima rerum venalium).

#### La perception
Si en Sicile et en Gaule, Auguste remplace le système de grandes fermes par une perception directe, il maintient les fermes dans les autres provinces. Il s'assure de quelques garanties avec le remplacement des puissantes compagnies financières, représentées par les publicains, par des fermiers de rang social plus modeste et avec un contrôle étroit exercé par des gouverneurs ou des procurateurs financiers. Il contrôle strictement la gestion des gouverneurs sénatoriaux et met fin au pillage méthodique des provinces pratiqué à l'époque républicaine. Ainsi, la stabilité dans les provinces et dans les royaumes alliés assure d'importantes et régulières rentrées d'argent.

## Politique religieuse
La légitimité d'Auguste repose en partie sur l'aura religieuse qu'il a su construire autour de sa personne en se présentant très tôt comme le fils du dieu César et comme le protégé d'Apollon auquel il affirme devoir sa victoire lors de la bataille d'Actium. Le 18 août 29 av. J.-C., il dédie le temple du Divus Iulius sur le Forum et la Curia Iulia où le Sénat se réunit désormais. Ces dédicaces sont suivies par plusieurs jours de jeux et de fêtes, faisant oublier un temps les années de guerre.

### Les pouvoirs religieux
Bien qu'il ait envoyé Lépide en exil, Octavien ne l'a pas déchu de son titre de Pontifex maximus. Lépide ne disparaît que vers 13 ou 12 av. J.-C., mais malgré tout, Octavien assume l'essentiel des pouvoirs du grand-pontife, c'est-à-dire les nominations aux sacerdoces, à partir de 29 av. J.-C.

### Naissance du culte impérial
Dès 30 av. J.-C., il fait l'objet d'une révérence quasi religieuse qui se transforme peu à peu en un véritable culte. Les vœux que les prêtres formulent traditionnellement lors des sacrifices pour le Sénat et le peuple romain lui sont de plus en plus souvent destinés.
En 29 av. J.-C., alors qu'il séjourne en Orient, Octavien autorise les citoyens romains de ces provinces à édifier des temples en l'honneur du divin César et aux citoyens non-Romains des villes de Pergame et de Nicomédie à édifier des temples dédiés à sa personne. Il considère en effet que les populations orientales sont prêtes à accepter le culte d'une personne de son vivant mais pour ne pas froisser les sensibilités, il associe son culte à celui de Rome. À Rome, des prières sont récitées en son honneur et le co-consul Valerius Potitus va jusqu'à offrir en personne et en public des sacrifices pour célébrer son retour dans la capitale, un honneur qui n'a jamais été accordé à un individu par le passé.
Dès le début du principat, le Sénat ordonne qu'une libation au genius d'Auguste soit effectuée à tous les banquets. Après 12 av. J.-C., son genius est joint au culte des Lares des carrefours dans Rome, qui prennent le nom de « Lares Augustaux ». Peu à peu, Auguste est associé à une divinité d'origine orientale, Roma. De nombreux monuments sont érigés dans tout l'Empire dédiés à Roma et Auguste, achevant la sacralisation de l'empereur de son vivant. Le culte voué à Auguste s'amplifie après sa mort, une fois qu'il est officiellement divinisé, et est développé par ses successeurs.

### Les jeux séculaires
La célébration des jeux séculaires en 17 av. J.-C. est l'occasion pour Auguste d'exalter le début d'un nouveau siècle, présenté comme un nouvel âge d'or.

## Opérations édilitaires
Auguste n'hésite pas à puiser dans sa fortune personnelle pour prendre en charge des travaux coûteux. Par exemple, en 20 av. J.-C., n'ayant pas réussi à convaincre suffisamment de sénateurs de participer aux frais de construction et d'entretien des routes en Italie, il décide de financer en partie les travaux. Ces gestes financiers sont portés à la connaissance du peuple afin de profiter à son image, par le biais des frappes de monnaie par exemple, comme en 16 av. J.-C., après un important don effectué au profit du trésor public, l'aerarium saturni.

### La monumentalisation de Rome

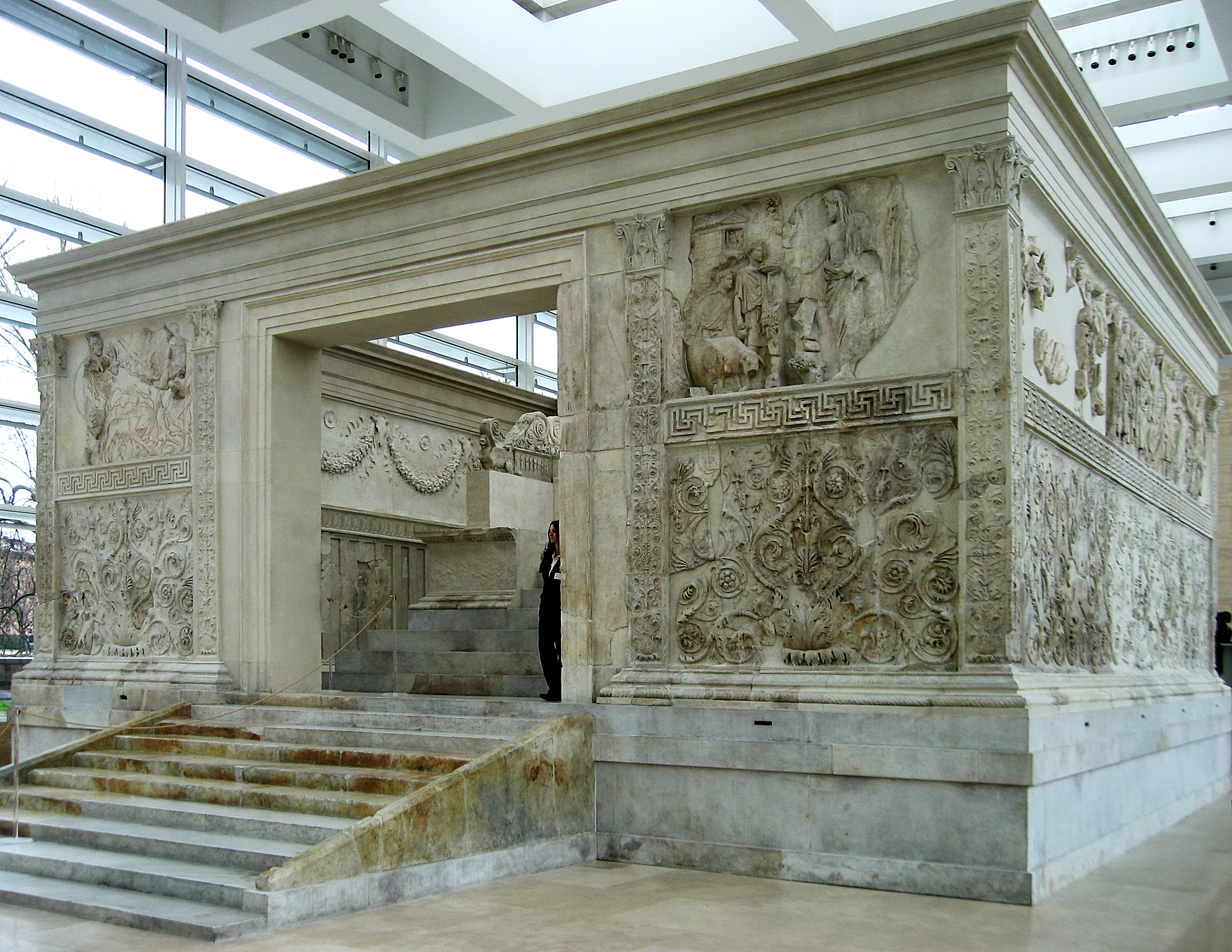
L'Ara Pacis est l'un des exemples les plus importants de l'art augustéen : il est destiné à symboliser la paix retrouvée grâce à Auguste après les guerres civiles de la fin de la République et la pacification des provinces nouvellement conquises.

Auguste se vante, par une formule célèbre, d'avoir « trouvé une Rome de briques, et laissé une Rome de marbre. ». Des travaux sont entrepris pour stabiliser les rives du Tibre. Afin de lutter contre les incendies, assez fréquents dans la capitale, un corps de vigiles est instauré. De nouveaux aqueducs sont construits.
Entre autres travaux publics, Auguste fait construire le forum d'Auguste. Il modifie l'aspect du vieux forum républicain qui prend une signification plus dynastique, en y reconstruisant la Curie (Curia Iulia), en y apposant le milliaire d'or censé marquer le départ de toutes les routes principales de l'Empire et en y terminant la basilique Julia, dédiée à ses fils adoptifs Lucius et Caius, ou encore le temple du divin Jules à l'emplacement où a été brûlé le corps de son père adoptif César, désormais divinisé. De plus, toujours sur le Forum Romain, deux arcs de triomphe célèbrent les victoires du Prince. L'empereur veille aussi à la bonne marche de la religion en construisant ou en rénovant environ 80 sanctuaires. Ainsi, le temple de Mars vengeur ou le temple de Jupiter Tonnant au Capitole. En l'honneur de son épouse Livie, Auguste fait construire, entre 15 et 7 av. J.-C., à la limite du quartier populaire de Subure, le portique de Livie, proche de l'Esquilin, au centre duquel se trouve le petit temple de la Concordia Augusta.
En 13 av. J.-C., alors qu'il revient d'Hispanie et de Gaule après trois ans d'absence, pendant lesquels il a mené des opérations de pacification et organisé les provinces du sud de la Gaule, il fait construire à Rome, sur le Champ de Mars, un monument afin de célébrer la paix qui règne désormais sur les territoires romains : l'Ara Pacis, l'« Autel de la Paix ». La dédicace, c’est-à-dire la cérémonie de consécration solennelle aux dieux qui marque le début du fonctionnement de l'édifice, n'a lieu que plus tard, en 9 av. J.-C., le jour de l'anniversaire de l'épouse d'Auguste, Livie, soulignant ainsi l'aspect dynastique du monument. Il fait encore exécuter d'autres travaux sous d'autres noms, sous ceux de ses petits-fils, de sa femme et de sa sœur comme le portique d'Octavie ou le théâtre de Marcellus.
C'est sous son impulsion que plusieurs aristocrates romains font restaurer ou construire à leurs frais des monuments de Rome. Ainsi, Lucius Marcius Philippus fait restaurer temple d'Hercule et des Muses près du Circus Flaminius, Lucius Cornificius celui de Diane, Caius Asinius Pollio l'Atrium Libertatis, Lucius Munatius Plancus le temple de Saturne, Lucius Cornelius Balbus le théâtre de Balbus et Titus Statilius Taurus un amphithéâtre. Après son règne, les grands travaux d'urbanisme deviennent l'apanage de la famille impériale.

### La résidence impériale
Une partie de la maison d'Auguste bâtie sur le Palatin, qui a été touchée par la foudre, est transformée en temple d'Apollon Palatin, renforçant le caractère sacré de la demeure et de la personne du maître de Rome. Il ajoute au temple d'Apollon des portiques et une bibliothèque grecque et latine. Il y fait transférer les Livres sibyllins et un foyer dédié à Vesta. Auguste ne se fait jamais bâtir de palais, affectant un train de vie sobre dans cette maison très simple du Palatin, jadis celle habitée par l'orateur Quintus Hortensius Hortalus. Mais c'est bien à partir de son règne que le Palatin devient la colline de l'empereur, ouvrant la voie aux constructions de plus en plus grandioses de ses successeurs, notamment Tibère, Caligula, Domitien et les Sévères.

### L'activité édilitaire d'Agrippa
Marcus Vipsanius Agrippa contribue grandement à la monumentalisation du Champ de Mars avec la construction de nombreux édifices dont les thermes d'Agrippa et le premier Panthéon de Rome.

## Politique culturelle

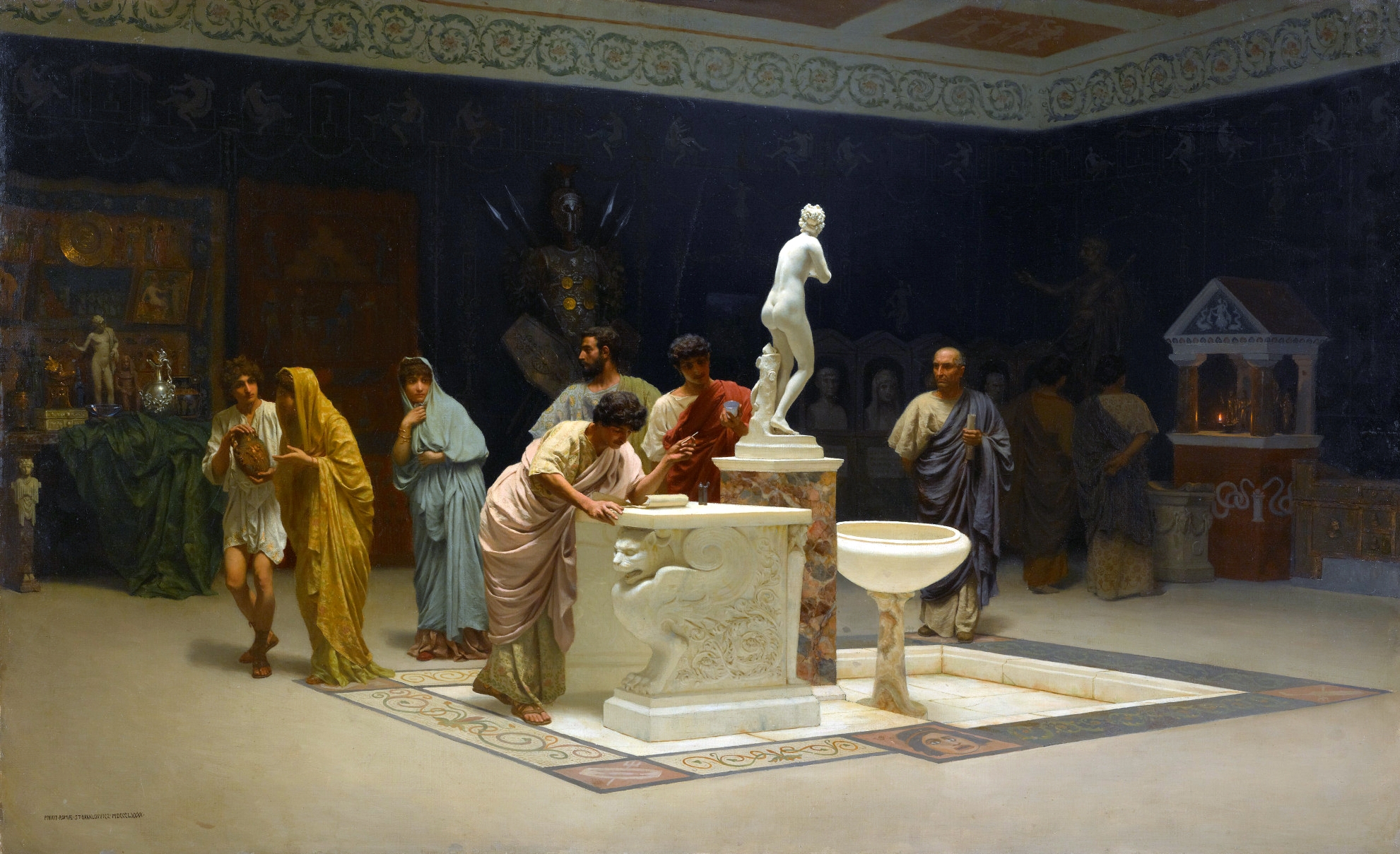
Le Cercle de Mécène, Stepan Bakalovich, 1890.

### Mécène et le «Siècle d'Auguste»
Passée à la postérité sous le nom de « Siècle d’Auguste », cette période faste de la littérature romaine est marquée par les noms des poètes Virgile, Horace, Ovide, Tibulle, Properce, ou encore de l'annaliste Tite-Live. Tous ces auteurs doivent beaucoup à la protection du fidèle conseiller d'Auguste : Mécène, un nom propre devenu nom commun. Introduits auprès du Prince par l'intermédiaire de Mécène, la plupart de ces auteurs sont des amis personnels du maître de Rome. Ils chantent sans réserves, du moins en apparence, la gloire de sa personne et de sa famille, prennent parti pour lui contre Marc Antoine. Ils soutiennent aussi sa politique traditionaliste visant à restaurer les cultes romains anciens, l'agriculture, les « mœurs des ancêtres » (mos maiorum) aux dépens des séductions de l'orientalisme et de la libéralisation des mœurs, incarnées jadis par Marc Antoine.

### L'exil d'Ovide

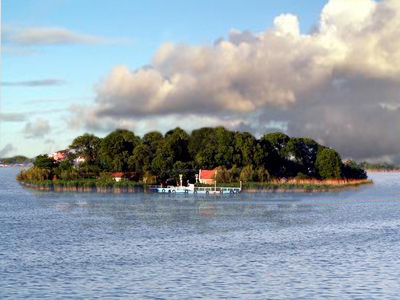
L'île d'Ovide, au nord de Tomis.

Si Auguste pardonne à Tite-Live, qu'il traite affectueusement de « pompéien », ses sympathies pour le régime républicain des anciens temps, il exile brusquement Ovide à Tomis pour le restant de ses jours, en l'an 8 ap. J.-C. Diverses hypothèses ont été émises pour expliquer cette relégation. L'une d'elles voudrait qu'Ovide ait été puni pour avoir voulu révéler l'implication de l'empereur dans la mort de Virgile. Mais selon une autre hypothèse plus vraisemblable, la relégation d'Ovide s'explique parce qu'étant adepte du néopythagorisme, il agit en contradiction avec la politique de restauration des cultes traditionnels voulue par Auguste et qu'usurpant une des prérogatives essentielles de l'empereur, il pratique la divination, comme la science des mathématiciens et des astrologues néopythagoriciens lui permet de le faire. De surcroît, il se peut que les conseils sur les moyens de tromper son conjoint contenus dans L'Art d'aimer n'aient pas été du goût d'un empereur qui souhaite restaurer les valeurs traditionnelles romaines et qui a déjà banni sa propre fille pour des raisons semblables.

## Réorganisation de l'armée

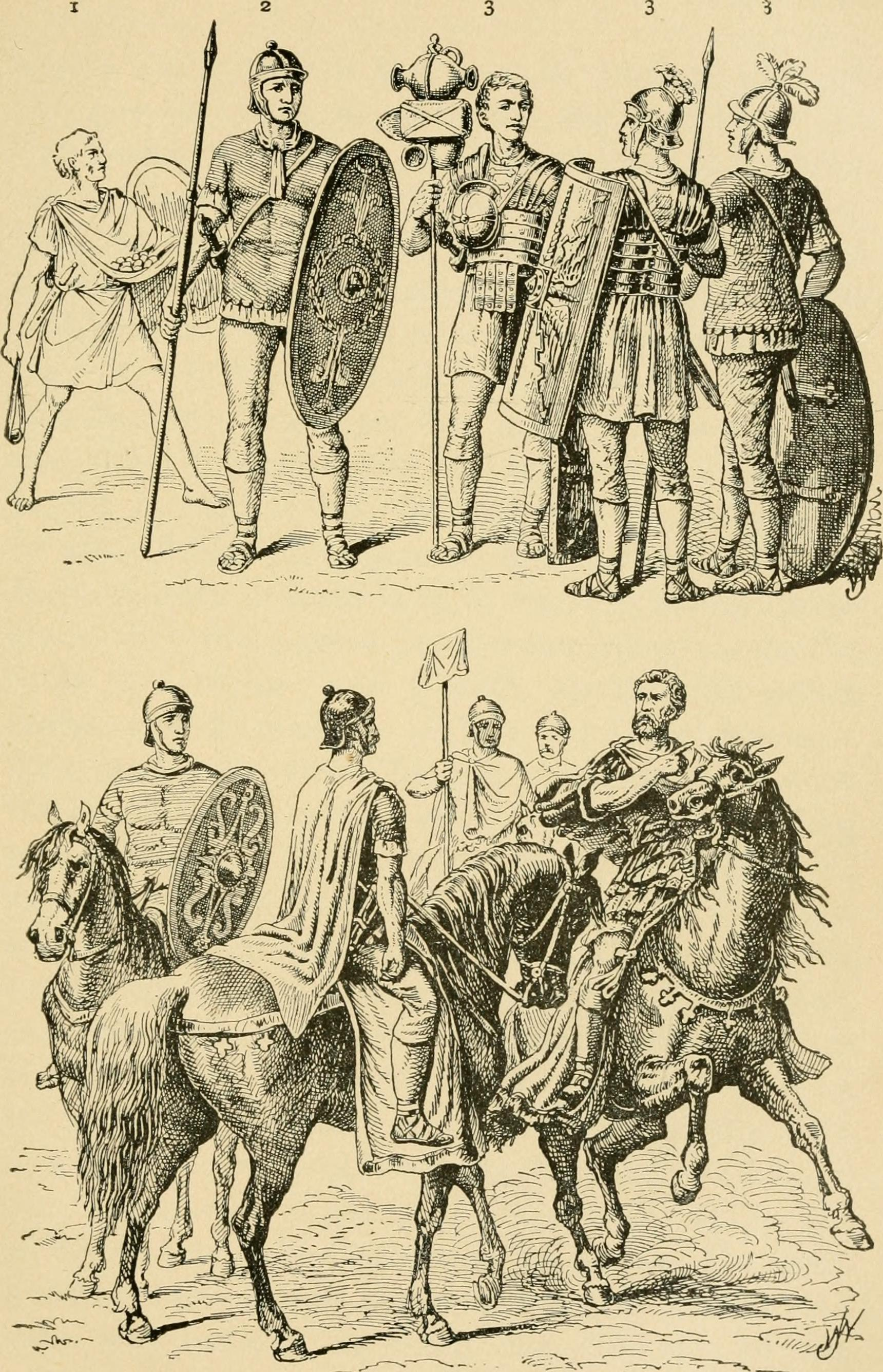
Fantassins légers, légionnaires et cavaliers de l'armée romaine du

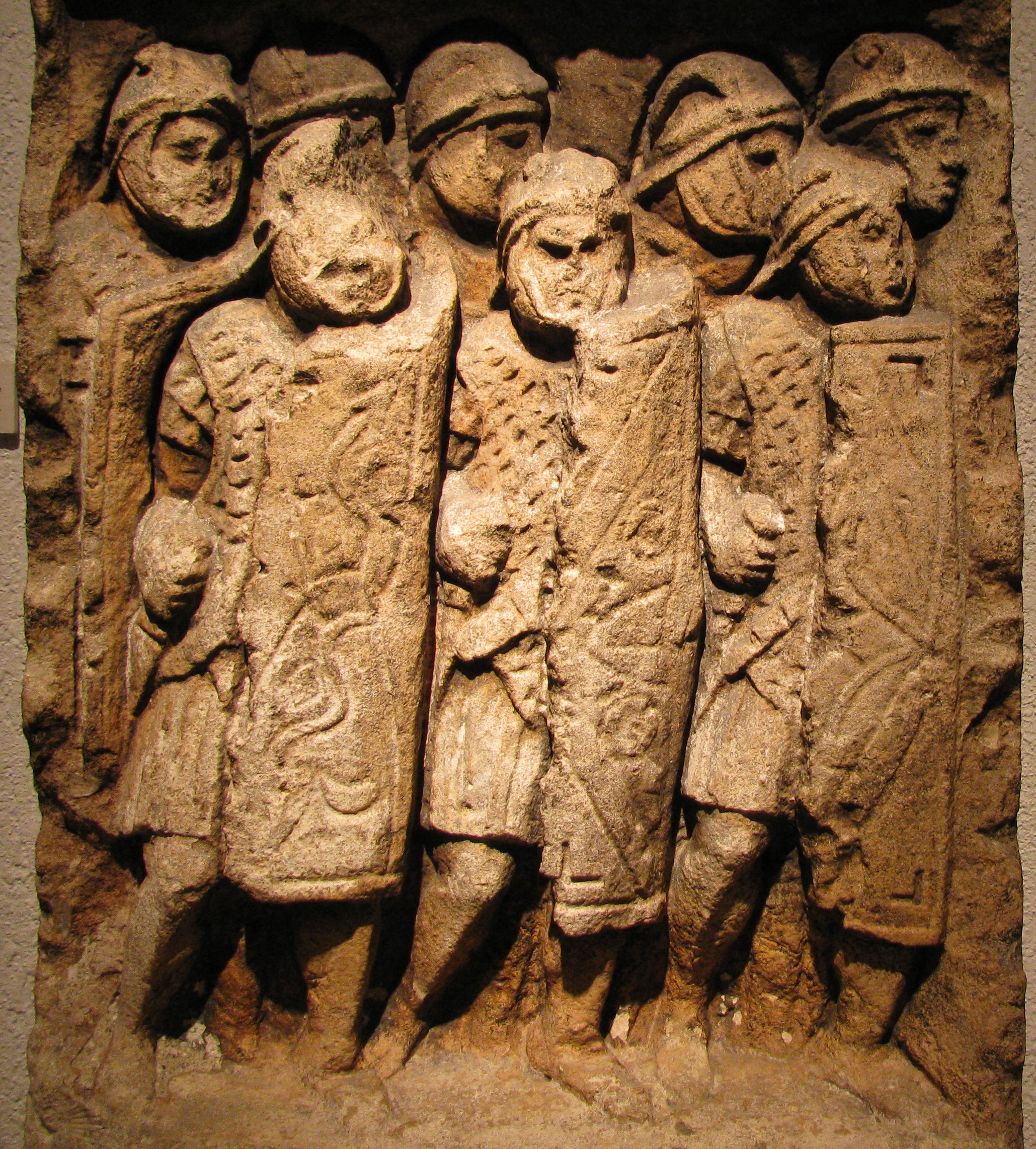
Stèle trouvée à Glanum avec un relief représentant un groupe de légionnaires en formation.

### Le problème de la démobilisation
Lors des guerres civiles des dernières décennies, la mobilisation de fortes armées posent au général vainqueur, qui se retrouve à la tête de toutes les forces réunies, le problème de la rétribution et de la démobilisation des vétérans. La discipline des soldats retenus sous les enseignes est plus facile à gérer avec la perspective des butins, mais il est plus difficile de gérer des groupes de vétérans libérés du service et qui peuvent provoquer des troubles dans les provinces où ils sont dispersés en créant des conflits avec la population civile, soit parce qu'ils n'ont pas reçu de récompense et se livrent au pillage, soit parce qu'il a fallu spolier des propriétaires terriens pour libérer des terres pour les installer. Afin d'éviter ces problèmes, Auguste met en place un vaste programme d'installation de vétérans en évitant au maximum les protestations et les spoliations. Lors des démobilisations de 31 av. J.-C. par exemple, il expulse d'Italie les partisans de Marc Antoine et peut ainsi récupèrer leurs terres. Il ne se limite pas à la péninsule italienne mais étend son programme à toutes les provinces de l'empire en donnant à certaines ville le statut de colonies ou en fondant de nouvelles colonies. Il lève par exemple la malédiction sur le sol punique et procède à la déduction d'une nouvelle colonie qui devient la capitale de l'Afrique romaine. Dans certains cas, les vétérans ne reçoivent pas des terres mais une pension, essentiellement ceux ayant servi sous Marc Antoine. Auguste procède ainsi à l'installation de 40 à 50 000 vétérans issus de 25 à 30 légions.

### Une armée permanente
Auguste réforme l'armée pour en faire une armée de métier, poursuivant ainsi la réorganisation entreprise par Marius et achevant le processus démarré au siècle précédent qui a contribué, en faisant évoluer le recrutement, à transformer l'armée romaine en une armée permanente. L'établissement d'une armée de métier avec un recrutement permanent et régulier et un service d'une durée déterminée permet d'éviter les problèmes rencontrés auparavant lors des démobilisations ponctuelles et massives.
La charte militaire (conditio militiae) donne à l'armée son statut légal. Pour les prétoriens, le service est de 12 ans. Pour les légionnaires, il est d'abord de 16 ans puis de 20 ans. La charte fixe le montant de la solde, les diverses libéralités, la dotation en argent ou en terre le jour de la libération, qui peut s'accompagner de privilèges juridiques comme l'obtention de la citoyenneté romaine.

### Les effectifs
Après la bataille d'Actium, Auguste dispose au total de soixante-dix légions. Mais il procède à la démobilisation de plus de la moitié d'entre elles, n'étant pas en mesure d'assurer politiquement et financièrement l'entretien d'effectifs aussi importants. Au lendemain de la chute d'Alexandrie en 30 av. J.-C., le nombre de soldats levés est encore très important. De nombreuses troupes sont dispersées tandis que certaines légions sont maintenues pour protéger et pacifier les provinces. Il finit par en démobiliser une dernière partie, fixant le nombre de légions à 28. Ces effectifs restent inchangés jusqu'au désastre de Varus en 9 ap. J.-C. lors de la bataille de Teutobourg et la perte des legiones XVII, XVIII et XIX, portant le nombre de légions en activité à 25 jusqu'à la fin de son règne.
Chaque légion est forte de 5 500 fantassins et de 120 cavaliers, de corps auxiliaires de 500 ou 1 000 hommes (comprenant cavalerie, ailes, infanterie, cohortes). Aux légions s'ajoutent la garnison de Rome et d'Italie, formée de neuf cohortes prétoriennes (9 000 hommes au total), de trois cohortes urbaines (3 000 hommes), de sept cohortes des vigiles (police nocturne, incendies) et de la garde privée de l'empereur, formée de cavaliers espagnols, bataves ou germains. Au total, les effectifs représentent 300 000 hommes auxquels viennent s’ajouter 50 000 hommes des contingents que peuvent fournir les alliés, les royaumes vassaux et barbares.

### La marine romaine
Auguste crée une marine de guerre à partir de la flotte constituée pour la campagne navale en Sicile contre Sextus Pompée et des flottes ennemies capturées jusqu'à la bataille d'Actium. Contrairement à l'usage, Auguste ne démobilise pas cette flotte mais la conserve, l'entretient et la divise en plusieurs flottes. Dans un premier temps, toute la flotte est réunie à Forum Iulii puis elle est redéployée sur les côtes italiennes, à Misène sur la mer Tyrrhénéenne et à Ravenne sur la mer Adriatique. Seule une escadre reste à Forum Iulii. Deux autres flottes de moindre importance sont stationnées en Syrie et en Égypte et des flottilles fluviales patrouillent sur le Rhin et le Danube, assurant la protection des frontières.

## Politique extérieure

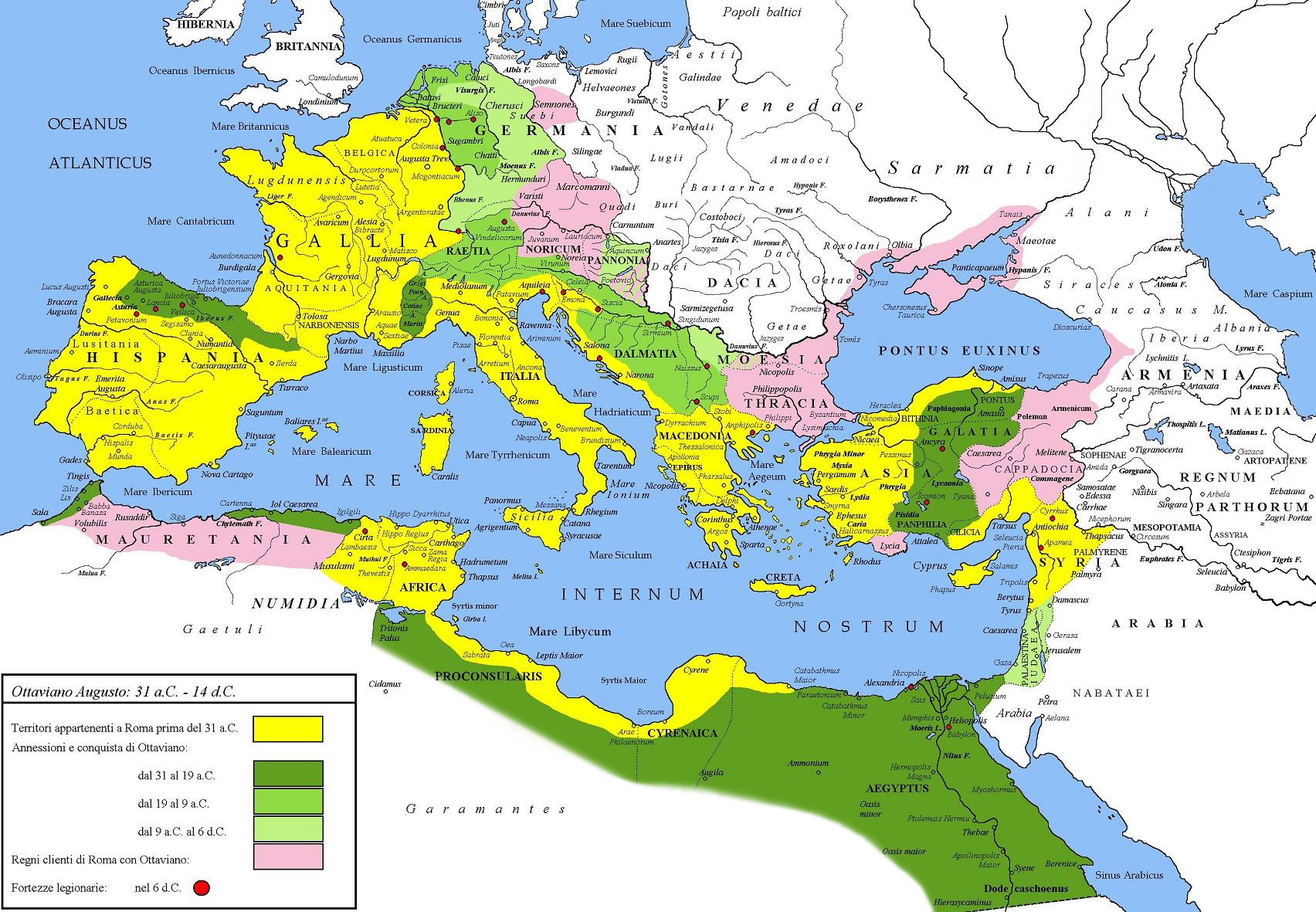
Carte de l'Empire romain entre 31 av. J.-C. et 6 apr. J.-C. présentant les principales conquêtes réalisées durant le principat d'Auguste.

Durant son principat, Auguste mène de nombreuses guerres et expéditions sur quasiment toutes les frontières de l'Empire, de la mer du Nord aux rives du Pont-Euxin et des montagnes de Cantabrie au désert d'Éthiopie. L'objectif d'Auguste est de stabiliser la situation aux frontières afin de protéger durablement le bassin méditerranéen et les territoires d'Europe occidentale. Pour cela, il repousse parfois les frontières comme le long du Danube où il pacifie les terres de la rive nord ou en Germanie où la frontière, jusqu'à présent matérialisée par le cours du Rhin, atteint le cours de l'Elbe plus à l'est,.
Malgré les nombreuses conquêtes réalisées sous son règne, les historiens antiques ont souvent mis en doute les qualités militaires d'Auguste, ce dernier déléguant souvent la direction des opérations sur le terrain à ses généraux et n'apparaissant que rarement sur le champ de bataille,.

« Quant aux guerres étrangères, il [Auguste] n'en fit que deux par lui-même ; celle de Dalmatie, dans sa jeunesse, et celle des Cantabres, après la défaite d'Antoine. Il fut blessé deux fois pendant la guerre de Dalmatie. Dans un combat il reçut au genou droit un coup de pierre ; dans un autre, il fut atteint aux deux bras et à la cuisse par la chute d'un pont. Il laissa le soin des autres guerres à ses lieutenants. Cependant il prit part à quelques campagnes en Pannonie et en Germanie, ou du moins il s'en tint peu éloigné, allant de Rome à Ravenne, à Milan ou à Aquilée. »

— Suétone, Vie des douze Césars, Auguste, 20, 1-3

### Guerres de pacification

#### Pacification de la Cantabrie et de l'Aquitaine
Avant de se lancer dans les conquêtes de nouveaux territoires, Auguste et Agrippa s'attèlent à pacifier les territoires récemment soumis et dans lesquels la position romaine demeure instable.
Le nord-ouest de la péninsule Ibérique, dont les peuples montagnards remettent en cause la souveraineté romaine, passe finalement sous domination romaine après une série d'importantes campagnes militaires menées entre 29 et 19 av. J.-C. Jusqu'à sept légions et autant de troupes auxiliaires, commandées par Auguste en personne en 26 et 25 av. J.-C., sont mobilisées afin de réduire les dernières poches de résistance.
Les tribus de l'Aquitaine antique voisine, qui se sont révoltés en 28 av. J.-C., sont également soumises par les troupes de Marcus Valerius Messalla Corvinus.
Auguste créée alors (sans doute en 27 av. n. è.) trois provinces romaines : la Gaule aquitaine (en latin, Gallia Aquitana), étendue des Pyrénées à la Loire, la Gaule belgique et la Gaule lyonnaise.

#### Soumission des tribus de l'arc alpin

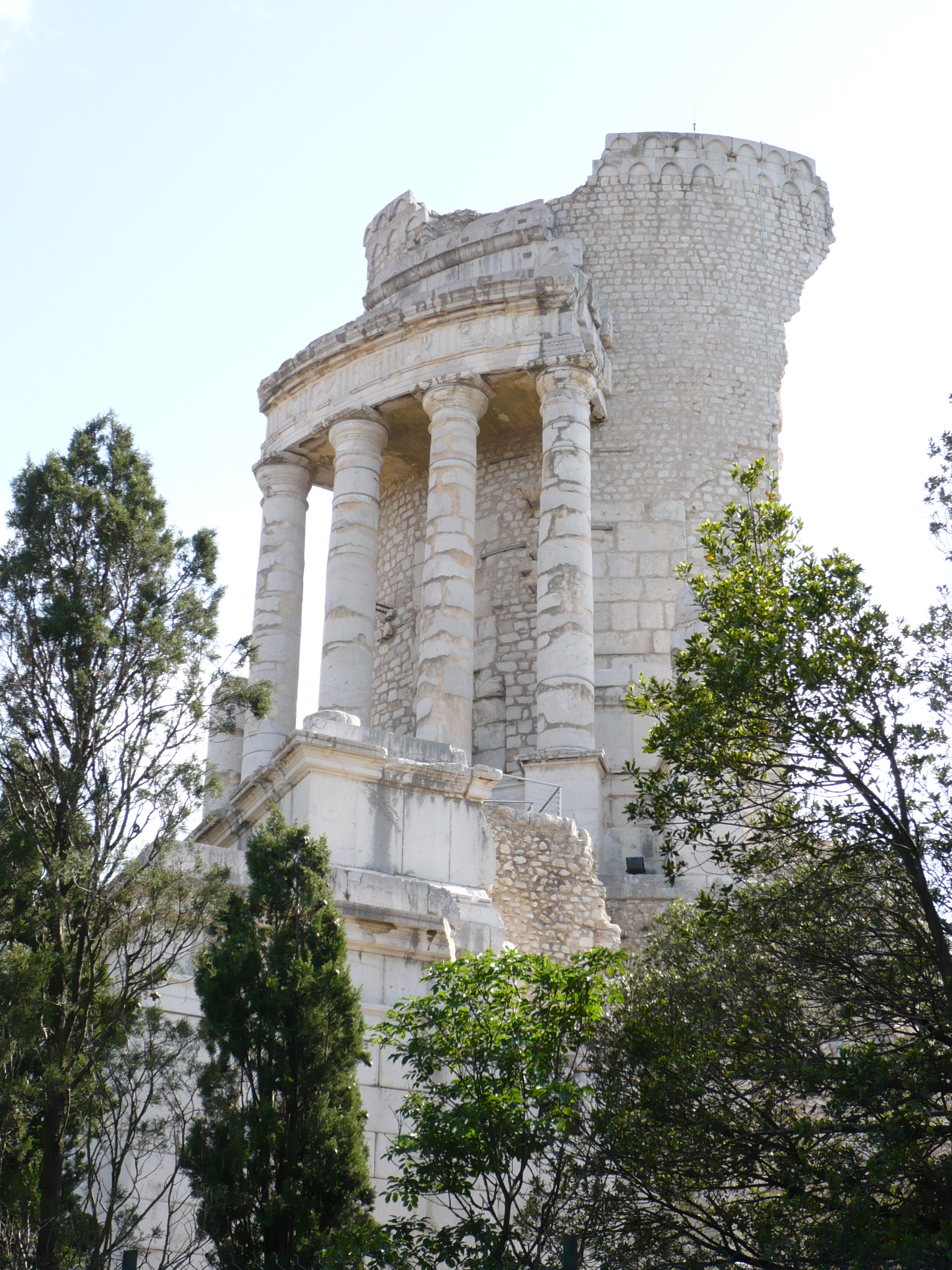
Le Trophée des Alpes célèbre la victoire d'Auguste sur 44 tribus alpines.

La soumission des tribus alpines est entreprise afin de sécuriser le nord de la péninsule italienne et la voie de communication entre l'Italie et la Gaule. Entre 26 et 25 av. J.-C., la tribu gauloise des Salasses est soumise et les Romains fondent Augusta Prætoria Salassorum (Aoste). En 23 av. J.-C., la ville de Tridentium est fortifiée. En 16 av. J.-C., les Romains remportent une victoire sur les Camunni du val Camonica et les tribus du val Venosta. En 14 av. J.-C., c'est au tour des Ligures des Alpes sud-ouest de se soumettre. Une partie des tribus ligures passent sous la domination du roi Marcus Julius Cottius, nommé praefecti civitatum par Auguste en récompense de son attitude loyale. Ces différentes victoires sur les tribus alpines ont été commémorées avec la construction du Trophée des Alpes à La Turbie, le long de la via Iulia Augusta.

#### Pacification de l'Illyrie
Entre 17 et 16 av. J.-C., le proconsul d'Illyrie Publius Silius Nerva achève la conquête des Alpes orientales et du sud du Norique et obtient l'allégeance du royaume taurisque au nord. En 15 av. J.-C., les fils adoptifs d'Auguste, Tibère et Drusus, soumettent la Rhétie, les Vendéliques et le Vallis Poenina à l'issue d'un vaste mouvement de troupes en tenaille, une partie venant de Gaule et une autre du nord-est de l'Italie.
En 14 av. J.-C., Auguste envoie Marcus Vinicius en qualité de légat impérial sur le front illyrien pour mettre un terme aux rébellions continuelles des peuples des environs d'Emona et Siscia. Ce dernier cherche à soumettre les populations pannoniennes vivant entre les cours de la Drave (au Nord) et de la Save (au Sud). L'année suivante, après une visite d'Auguste à Aquilée destinée à planifier l'occupation de l'Illyrie, Marcus Vinicius est envoyé en Macédoine, tandis que le gendre et ami de l'empereur Agrippa se voit confier le secteur de l’Illyrie, avec « une autorité supérieure à celle de tout général commandant n'importe en quel lieu hors de l'Italie ».

### Frontières danubiennes
Entre 29 et 19 av. J.-C., les Romains organisent des opérations militaires en s'alliant avec les rois clients thraces contre les peuples de Mésie et de Pannonie dont les Sarmates, les Gètes et les Bastarnes, aux confins septentrionaux de la Macédoine. Le premier à lancer des campagnes dans les Balkans est le proconsul Marcus Licinius Crassus, qui défait à plusieurs reprises entre 29 et 28 av. J.-C. les tribus de Mésie parmi lesquelles les Triballes, les Gètes et les Daces. Vers 16 ou 15 av. J.-C., les Besses sont repoussés au-delà de la frontière de la province de Macédoine tandis que les colonies grecques situées entre les embouchures du Danube et du Dniestr demandent à être placées sous la protection de Rome. Entre 14 et 9 av. J.-C., les légats de Dalmatie et de Macédoine, placés sous les ordres d'Agrippa puis de Tibère, soumettent les Scordiques, les Dalmates et les Pannoniens et repoussent les incursions des Bastarnes, des Sarmates et des Daces au-delà du Danube. Finalement, c'est toute la Dalmatie et toute la Pannonie qui passent sous domination romaine.
Les Thraces, qui finissent par se rebeller, subissent une lourde défaite face au proconsul de Galatie et de Pamphylie, le consulaire Lucius Calpurnius Piso, après trois campagnes menées entre 12 et 10 av. J.-C. Le royaume thrace, celui de Crimée et du Pont deviennent des protectorats romains.
Après quinze années de paix relative, la région du cours moyen du Danube est de nouveau agitée par des troubles provoqués par les Dalmates qui se sont révoltés, entrainant avec eux les Breuces de Pannonie. Les Daces et les Sarmates profitent de la situation pour lancer des incursions en Mésie. Tibère est envoyé réprimé cette révolte entre 6 et 9 av. J.-C. Il met un terme aux tentatives de conquêtes romaines des territoires proches du Danube et fixe durablement la frontière de l'Empire romain le long de la Drave en Illyrie.

### Frontières rhénanes etGermania Magna

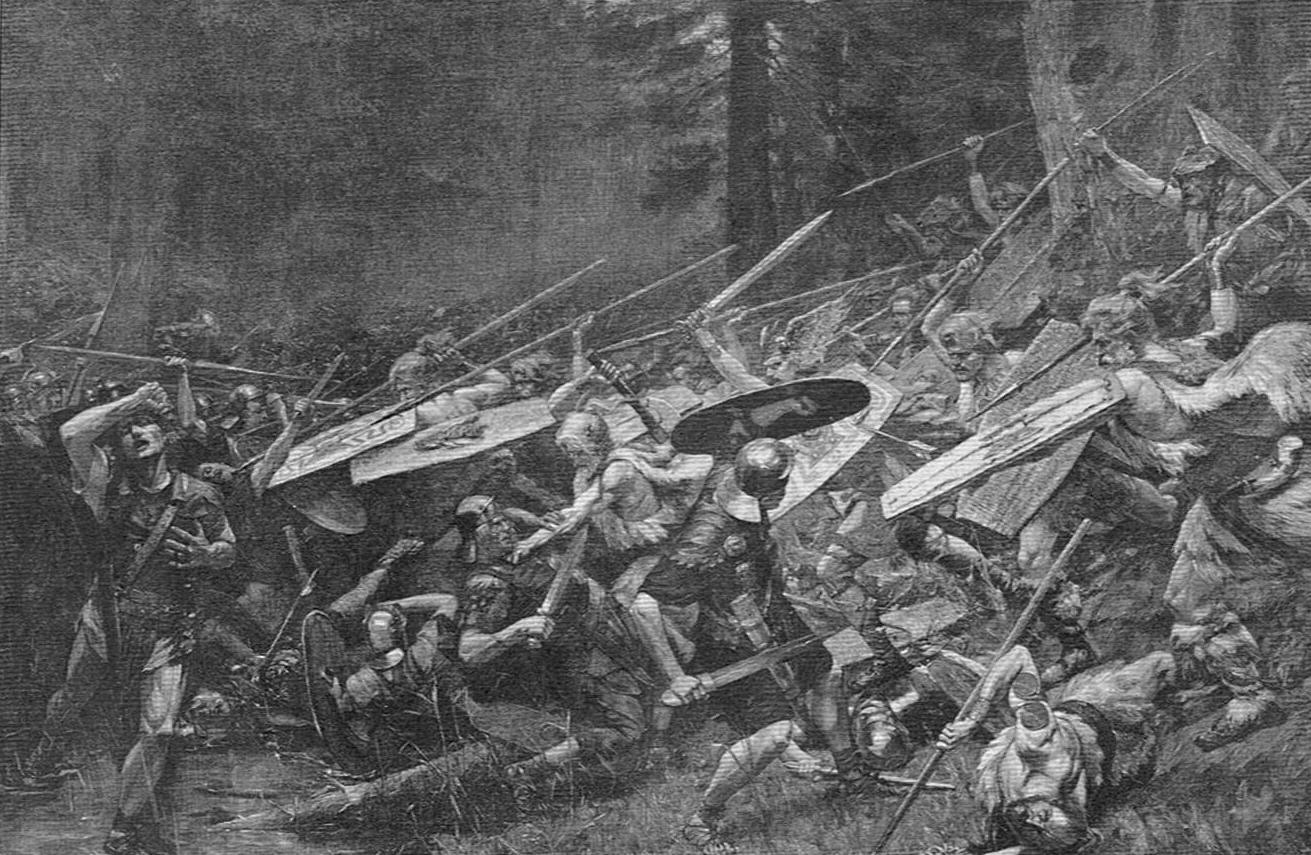
Représentation de la bataille de Teutobourg entre les légions de Varus et les Germains d'Arminius en 9 ap. J.-C.

Les peuples germaniques ont plusieurs fois tenté de traverser le Rhin pour pénétrer en Gaule, comme en 38 av. J.-C. lorsque la tribu alliée des Ubiens est transférée sur la rive droite du Rhin. En 29 av. J.-C., c'est au tour des Suèves de tenter la traversée. Puis en 17 av. J.-C., les Sicambres, accompagnés des Usipètes et des Tenctères, défont le proconsul de Gaule Marcus Lollius Paulinus lors du clades Iolliana, entrainant la perte des enseignes de la Legio V Alaudae.
Pour mettre un terme à ces tentatives d'invasion, Auguste décide d'annexer les territoires de la rive gauche du Rhin, souhaitant déplacer la frontière de l'Empire romain du cours du Rhin à celui de l'Elbe. Cette décision paraît avoir été motivée par des enjeux purement stratégiques et non économiques et commerciaux, les territoires visés n'étant constitués pour une bonne part que de terres marécageuses et d'épaisses forêts. L'objectif est de diminuer la longueur de la frontière à défendre, cette opération en Germanie étant complétée par celle menée en Illyrie.
Après la mort d'Agrippa, le commandement des opérations en Germanie est divisé entre Tibère et Drusus. Les campagnes qui s'ensuivent sont longues et discontinues. Elles s'étalent sur près de vingt années, entre 12 av. J.-C. et 6 ap. J.-C. et conduisent à la formation d'une nouvelle province de Germanie avec la création de nombreuses forteresses légionnaires pour protéger la nouvelle frontière, comme à Haltern, anciennement Aliso, centre administratif de la province, à Oberaden et Anreppen le long de la Lippe et à Marktbreit sur le Main. Toutes ces conquêtes qui ont pris vingt ans et l'existence même de la nouvelle province sont compromises lorsqu'en 7 ap. J.-C., Auguste envoie Publius Quintilius Varus en Germanie, un homme aux compétences militaires et diplomatiques discutables. En 9 ap. J.-C., une armée romaine qu'il commande, composée de trois légions, comprenant près de 20 000 hommes, est anéantie dans la forêt de Teutobourg, entrainant la perte des territoires compris entre le Rhin et l'Elbe.

« Il [Auguste] n'essuya de défaites ignominieuses que celles de Lollius et de Varus, toutes deux en Germanie. La première fut plutôt un affront qu'une perte. La seconde faillit être funeste à l'État : trois légions furent taillées en pièces avec leur chef, ses lieutenants et ses troupes auxiliaires. [...] on dit qu'Auguste fut tellement consterné de ce désastre, qu'il laissa croître sa barbe et ses cheveux plusieurs mois de suite, et qu'il se frappait de temps en temps la tête contre la porte, en s'écriant: "Quintilius Varus, rends-moi mes légions". L'anniversaire de cette défaite fut toujours pour lui un jour de tristesse et de deuil. »

— Suétone, Vie des douze Césars, Auguste, 23, 1-4

### Frontières orientales

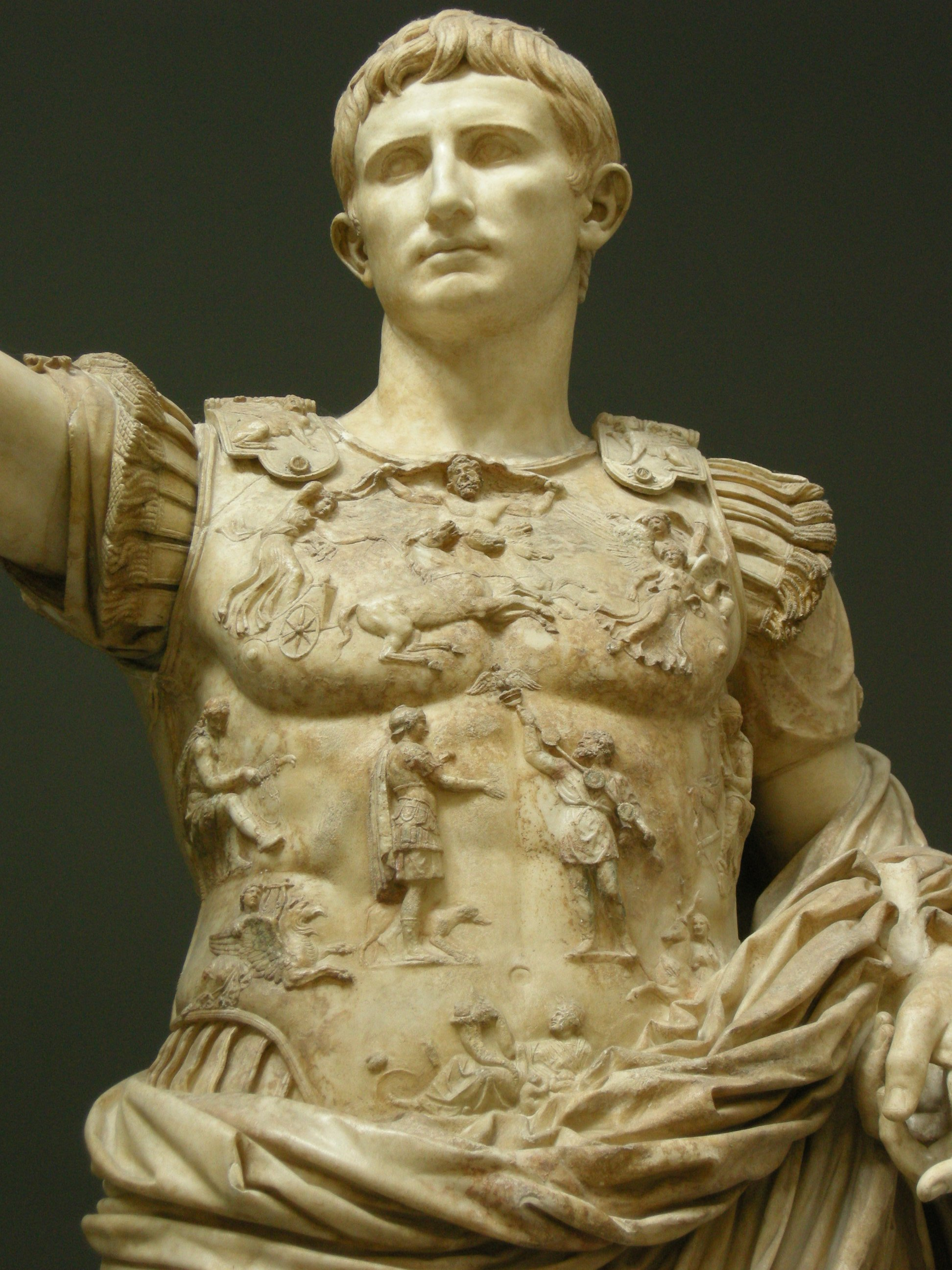
Détail de la cuirasse de parade d'Auguste « de Prima Porta », sur laquelle est représentée la scène de restitution des enseignes de Crassus.

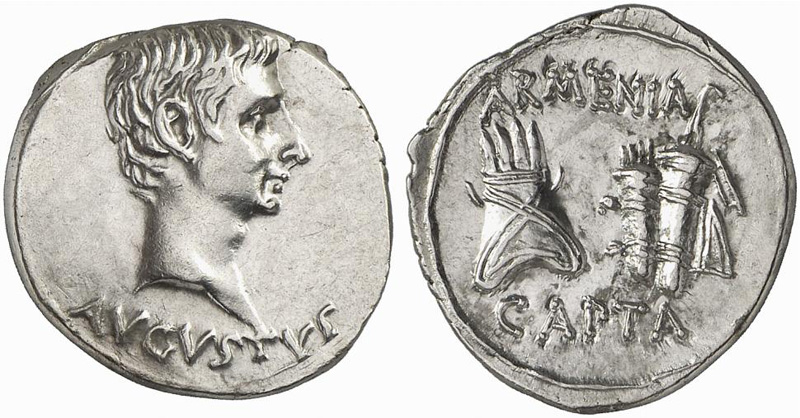
Denarius portant la mention ARMENIA CAPTA, frappé entre 19 et 18 av. J.-C., célébrant le retour du royaume d'Arménie dans le giron de Rome.

Dès 30 av. J.-C., peu après sa victoire en Égypte, Auguste séjourne en Asie pour s'occuper de stabiliser les régions orientales. Le voyage qu'il entreprend ensuite en Orient entre 22 et 19 av. J.-C. et les deux missions qu'il confie à Agrippa entre 23 et 21 av. J.-C. puis entre 16 et 13 av. J.-C. démontrent l'importance stratégique que revêt cette région de l'Empire. Afin d'assurer la sécurité des provinces orientales, il s'avère nécessaire de trouver un accord durable avec les Parthes, seule puissance capable de mettre les Romains en difficulté en Asie mineure. Pour cela, Auguste déploie plusieurs mesures, essentiellement d'ordres politique et diplomatique, mais qui diffèrent selon que les royaumes et États vassaux se situent à l'ouest ou à l'est de l'Euphrate. Dans un premier temps, il maintient l'administration indirecte des royaumes clients instaurées par Marc Antoine et établie sur un principe fondé par Pompée. Il conserve trois provinces romaines, la Bithynie, l'Asie et la Syrie. Les rois voisins du Pont, de Galatie, de Cappadoce et de Judée conservent leurs royaumes respectifs tout en jurant allégeance à Rome. Ces royaumes forment un glacis protecteur de la frontière face aux Parthes qui ont profité des guerres civiles romaines pour prendre le contrôle de l'Arménie.
Dans un deuxième temps, Auguste change de stratégie pour les royaumes se situant à l'ouest de l'Euphrate, qu'il tente d'incorporer à l'Empire, transformant des royaumes vassaux en provinces romaines, comme pour la Galatie d'Amyntas en 25 av. J.-C. et la Judée d'Hérode Archélaos en 6 apr. J.-C. Il renouvelle les anciennes alliances avec les autres rois locaux qui deviennent des « rois clients » de Rome, comme Archélaos de Cappadoce, Asandros du Bosphore cimmérien, Polémon du Pont ou les rois d'Emesa et d'Iturée.
À l'est de l'Euphrate, Auguste tente d'agrandir la sphère d'influence romaine en Arménie, en Parthie et en Médie, mais en évitant de se lancer dans des opérations militaires trop coûteuses. Ainsi, il soutient les Mèdes contre les Parthes et attise les luttes internes pour le pouvoir qui agitent la cour arsacide. Il accueille le prince Tiridate en Syrie, alors que ce dernier s'est révolté contre le roi Phraatès. Par la suite, c'est à l'issue de tractations diplomatiques qu'Auguste obtient la restitution des enseignes perdues à Carrhes en 53 av. J.-C. de la part du roi Phraatès IV. Ce succès diplomatique et la stabilisation de la frontière de l'Empire le long de l'Euphrate permet à Auguste de concentrer davantage de troupes militaires en Europe occidentale. Le royaume d'Arménie demeure tout de même une région stratégique de la région en raison de sa position géographique, au cœur d'un conflit de plus d'un demi-siècle entre Rome et les Parthes, dont la défense nécessite la présence de troupes à proximité. Auguste cherche à placer à sa tête un roi favorable à Rome qu'il est prêt à imposer par la force si nécessaire. En 2 av. J.-C., par exemple, le royaume d'Arménie est menacé par une invasion parthe mais le roi Phraatès V finit par reconnaître la primauté romaine en Arménie après l'envoi du légat Caius Caesar.

### Frontières africaines
Après sa conquête en 30 av. J.-C., l'Égypte devient la première province impériale, gouvernée par un préfet de rang équestre, le préfet d'Égypte, à qui Auguste a délégué son imperium sur la province et trois légions, la Legio III Cyrenaica, la Legio VI Ferrata et la Legio XXII Deiotariana. La province d'Égypte devient une base de départ pour les expéditions militaires en direction du sud et de l'est. Caius Cornelius Gallus, premier préfet d'Égypte, réprime une insurrection dans le sud de la province puis Caius Aelius Gallus explore l'Arabia Felix et enfin Publius Petronius pénètre en Éthiopie et atteint sa capitale durant une expédition menée entre 25 et 22 av. J.-C.
Entre 27 et 25 av. J.-C., Auguste crée trois colonies en Maurétanie Tingitane, province correspondant au Maroc actuel : Iulia Babba Compestris, Iulia Valentia Banassa et Iulia Constantia Zilil. La province est annexée jusqu'en 40 apr. J.-C. sous le règne de l'empereur Caligula.

### Ouvrages généraux
- (en) Paul Petit, Histoire générale de l'Empire romain : Tome I, le Haut-Empire, Paris, Seuil & Continuum, coll. « Points Chronology of the Roman Empire », 2011, 850 p. (ISBN 978-1-4411-5478-1, lire en ligne)
- (en) John Percy Vivian Dacre Balsdon et Barbara Levick, « Augustus », dans Simon Hornblower, Antony Spawforth et Esther Eidinow (dirs.), The Oxford Classical Dictionary, Oxford University Press, 2012
- Claude Briand-Ponsart et Frédéric Hurlet, L'Empire romain : d'Auguste à Domitien, Paris, Armand Collin, coll. « Campus », 2003, 192 p. (ISBN 2-200-25259-5)
- Eugène Albertini, L'Empire romain, Presses Universitaires Françaises, 1970
- Jean-Marc Irollo, Histoire des Étrusques, 2010
- Pierre Cosme, « L'armée de la "Paix Romaine" », dans L'armée romaine : VIIIe s. av. J.-C. - Ve s. ap. J.-C., Armand Collin, coll. « Cursus Histoire », 2007, 288 p. (ISBN 978-2-200-26408-6)
- Sabine Lefebvre, L'administration de l'Empire romain d'Auguste à Dioclétien, Paris, Armand Collin, coll. « Cursus Histoire », 2011, 222 p. (ISBN 978-2-200-35575-3)
- Jean-Pierre Martin, « Le Haut-Empire », dans Jean-Pierre Martin, Alain Chauvot et Mireille Cébeillac-Gervasoni, Histoire romaine, Armand Colin, coll. « U Histoire », 2003, 471 p. (ISBN 2-200-26587-5), p. 196-214
- Jean Rougé, Les institutions romaines : de la Rome royale à la Rome chrétienne, Paris, Armand Collin, coll. « U2 / Histoire ancienne », 1991 (1re éd. 1971), 251 p. (ISBN 2-200-32201-1)

### Ouvrages sur le Principat
- Jean-Marie André, Le siècle d'Auguste, Paris, Payot, 1974
- Pierre Cosme, Auguste, Paris, Perrin, coll. « Tempus », 2005, 345 p. (ISBN 978-2-262-03020-9)
- (en) Kitty Chrisholm et John Ferguson, Rome : The Augustan Age : A source book, Oxford, Oxford University Press, 1981 (ISBN 978-0-19-872108-6)
- (en) Werner Eck, The Age of Augustus, Oxford, Wiley-Blackwell, coll. « Blackwell Ancient Lives », 2002, 176 p. (ISBN 978-0-631-22957-5)
- (en) Walter Eder, « Augustus and the Power of Tradition », The Cambridge Companion to the Age of Augustus, New York, Cambridge University Press, nos 13-32,‎ 2005 (ISBN 978-0-521-00393-3)
- Robert Étienne, Le siècle d'Auguste, Paris, Armand Colin, 1970
- Augusto Fraschetti, « La réorganisation du tissu urbain », dans Auguste et Rome, Presses Universitaires du Mirail, 2002, p. 65-71
- Ramsay MacMullen, La Romanisation à l'époque d'Auguste, Paris, Les Belles Lettres, 2003
- Jean-Pierre Néraudau, Auguste : la brique et le marbre, Paris, Les Belles lettres, 1996, 410 p. (ISBN 978-2-251-44082-8)
- (en) J. S. Richardson, Augustan Rome 44 BC to AD 14 : The Restoration of the Republic and the Establishment of the Empire, Edinburgh University Press, 2012 (ISBN 978-0-7486-1954-2, lire en ligne)
- (en) Henry Thompson Rowell, The Centers of Civilization Series : Rome in the Augustan Age, vol. 5, Norman, University of Oklahoma Press, 1962, 242 p. (ISBN 978-0-8061-0956-5, lire en ligne)
- (en) Pat Southern, Augustus, Routledge, coll. « Roman Imperial Biographies », 2001, 308 p. (ISBN 978-0-415-25855-5)
- (en) Erich S. Gruen, « Augustus and the Making of the Principate », dans The Cambridge Companion to the Age of Augustus, Cambridge University Press, coll. « Cambridge Companions to the Ancient World », 2005 (ISBN 978-0-521-00393-3)
- Frédéric Hurlet, Les collègues du prince sous Auguste et Tibère : De la légalité républicaine à la légitimité dynastique, Rome, 1997
- Frédéric Hurlet et Bernard Mineo, « Res publica restituta : Le pouvoir et ses représentations à Rome durant le principat d’Auguste », Actes du colloque de Nantes de juin 2007, PUR,‎ 2009
- Jean-Louis Ferrary, « Les pouvoirs d'Auguste », Les Cahiers du Centre Glotz, no 12,‎ 2001, p. 101-154
- Jérôme Carcopino, « L'exil d'Ovide, poète néopythagoricien », Rencontres de l'histoire et de la littérature romaines, Flammarion,‎ 1963, p. 59-170
- (en) Adrian Goldsworthy, Augustus : first emperor of Rome, Yale Universuty Press, 2014
- Frédéric Hurlet, "Le Principat d'Auguste", 2009, Presses universitaires de Rennes